# تپه سیلک

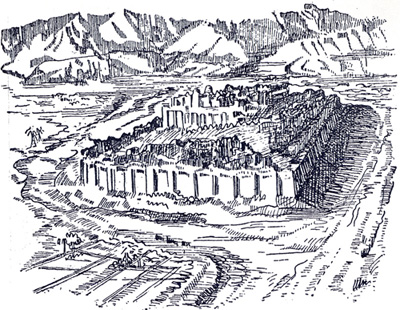
نمای بازسازی‌شده از زیگورات تپه سیلک.

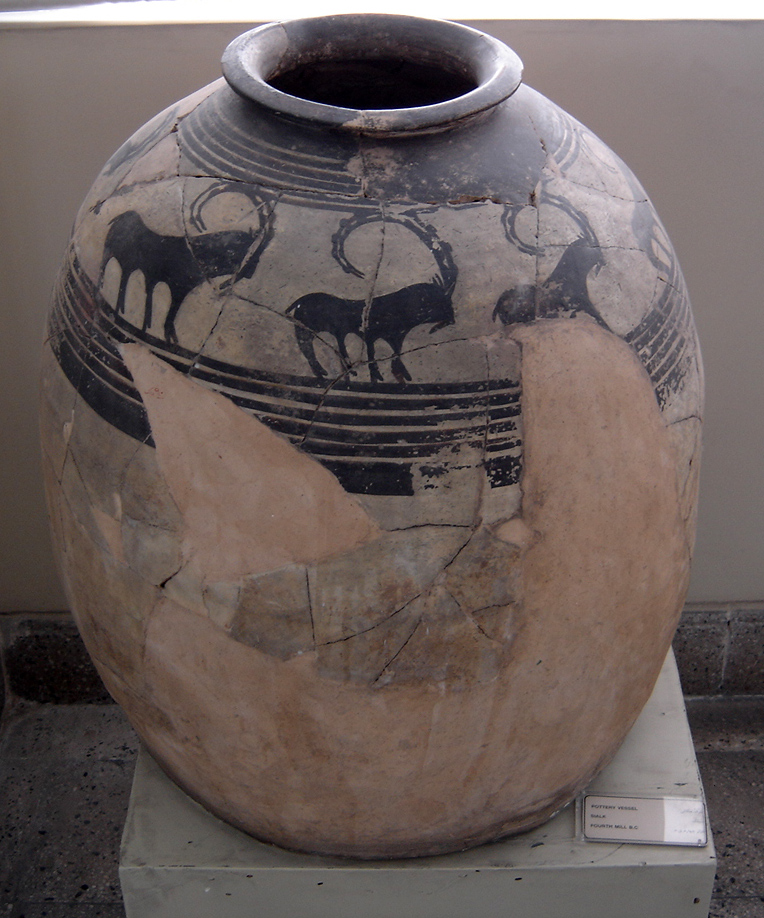
کوزه‌ای از سیلک.

سیَلْک نام نخستین تمدن ایرانِ مرکزی در کاشان است. محوطهٔ باستانی سیلک که در منطقهٔ فین کاشان واقع شده قدمتی در حدود بیش از هشت هزار سال دارد. این تپه دراصل ویرانه‌های زیگورات باستانی ایران است.
«نزدیک به هشت هزار سال پیش از میلاد، مردم غارنشین فلات ایران در پی دگرگونی‌هایی که از لحاظ آب و هوا و تشکیل مزارع و چمنزارها به وجود آمد به دشت‌ها روی آوردند و زندگی تازه‌ای را آغاز کردند و در تمدن آن‌ها نسبت به دوران‌های پیشین پیشرفت بیشتری دیده شد؛ کهن‌ترین مردم دشت‌نشین، مردم محل سیلک (Sialk) نزدیک کاشان بودند که آثار زندگی ایشان را در آن‌جا به دست آورده‌اند.»
سیلک یکی از محوطه‌های باستان‌شناختی مهم فلات ایران است که حدود بیش از هفت هزار و پانصد سال پیش از میلاد، یکی از قدیمی‌ترین سکونت‌گاه‌های فلات مرکزی ایران در آن به وجود آمد.مهم ترین سازه این اثر تمدنی، زیگورات سیلک بوده؛ که تاریخ ساخت به قرن آن ها پس از آغاز تمدن سیلک و در حدود پنج الی هفت هزار پیش برمی‌گردد.

## چکیده
محوطه باستانی سیَلْک در پهلوی جنوب غربی کاشان و در سمت راست جاده کاشان به فین قرار دارد و از دو تپهٔ شمالی و جنوبی که در فاصله ۶۰۰ متری یک‌دیگر قرار دارند و دو گورستان تشکیل شده‌است.
یکی از گورستان‌ها که گورستان الف نامیده می‌شود ۳۵۰۰ ساله‌است و در ۲۰۰ متری جنوب تپهٔ جنوبی واقع شده‌است که امروزه بر روی آن بلواری کشیده شده‌است. گورستان دیگر که گورستان ب نامیده می‌شود ۳۰۰۰سال قدمت دارد و در زیر باغ ها و زمین‌های کشاورزی پهلوی غربی تپه‌ها قرار دارد.

## پیشینه

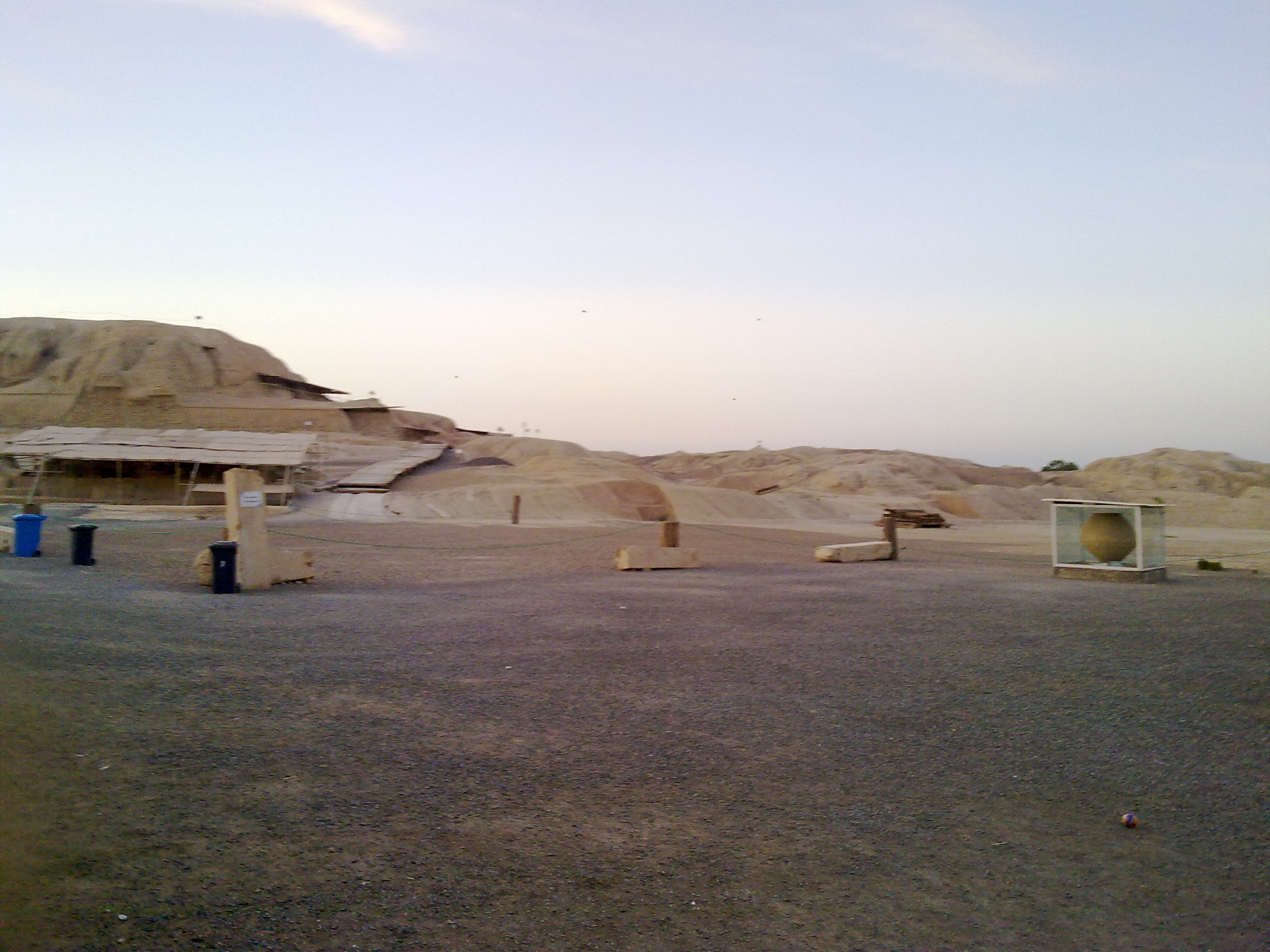
زیگورات سیلک در سال ۱۳۸۹

تپه سیلک در حقیقت ویرانه‌های قدیمی‌ترین زیگورات جهان و نیایشگاه مردمان باستانی ایران بوده که از گِل رس و سفال ساخته شده‌است. این مجموعهٔ تاریخی تا سال ۱۳۱۰ خورشیدی شناسایی نشده بود و در میان مردم کاشان به شهر نفرین شده معروف بود.
بعد از انتقال شماری از آثار به موزه لوور فرانسه، کارشناسان این موزه متوجه دیرینگی این آثار شدند و رومن گیرشمن به ایران فرستاده شد و با همکاری آندره گدار فرانسوی که مدیر موزه ملی ایران بود توانست به کاوِش در این میدانگاه ادامه دهد.

## کاوش‌ها

### کاوِش‌های اولیه
هیئت باستان‌شناسی به سرپرستی رومن گیرشمن سه فصل کاوش در سال‌های ۱۹۳۳، ۱۹۳۴ و ۱۹۳۷ میلادی بر روی هر دو تپهٔ سیلک و دو گورستان نزدیک به آن انجام دادند و در سال ۱۹۳۸ (۱۳۱۷ خورشیدی) در دو مجلد با عنوان سیلک کاشان به زبان فرانسوی در پاریس چاپ کردند که بعدها به دست انتشارات میراث فرهنگی ایران به فارسی برگردانده شدند.

### کاوش‌های جدید
در سال ۱۳۸۰ خورشیدی صادق ملک شهمیرزادی از سوی سازمان میراث فرهنگی ایران جهت کاوش به منطقه فرستاده شد. گروه کاوش طی ۵ فصل کاوش که تا سال ۱۳۸۵ ادامه داشت، به نتایج جدیدی دست یافتند که در مجلدهای زیر به انتشار رساندند.
- زیگورات سیلک: گزارش فصل اول کاوش
- سفالگران سیلک: گزارش فصل دوم کاوش
- نقره‌کاران سیلک: گزارش فصل سوم کاوش
- شکارچیان سیلک: گزارش فصل چهارم کاوش
- سیلک، کهن‌ترین روستای محصور ایران: گزارش نهایی کاوش
- روستاییان سیلک: مجموعه مقالات کاوش

هر شش مجلد، توسط پژوهشگاه میراث فرهنگی و گردشگری، چاپ و منتشر شد.
.

## اقدامات پس از کشف
تپه تاریخی سیلک در ۲۴ شهریور ۱۳۱۰ با شماره ۳۸ در فهرست آثار تاریخی و ملی ایران به ثبت رسید. سیلک دارای ۲ تپه شمالی و جنوبی است. قدمت قدیمی‌ترین آثار به دست آمده از تپه شمالی به حدود ۸۰۰۰-۷۵۰۰ سال قبل می‌رسد و آخرین آثار یافت‌شده از تپه جنوبی مربوط به ۵۰۰۰ سال پیش است.

## تمدن
در خرابه‌های تپه باستانی سیلک چند اسکلت انسان و ظروف باستانی پیدا شده‌است که این اشیاء در موزه‌های لوور فرانسه، موزهٔ ملی ایران و موزهٔ باغ فین و موزه‌ای در کنار این مجموعهٔ باستانی قرار داده شده‌است. از نکات دیدنی این منطقه باستانی وجود خرده سفال‌های چند هزار ساله روی زمین و پیرامون این تپه‌ها است.
پیداشدن دوک‌های ریسندگی و بافندگی نشانی از آشنایی این مردم در هزاره‌های پیش از میلاد از صنعت ریسندگی و بافندگی دارد. همچنین ساکنان این منطقه با ذوب کردن فلزات برای خود وسائل و ابزارهای کار می‌ساختند.
با کشف کوره ذوب فلزات در بخش جنوبی این تپه، می‌توان شهر سیلک را جزو صنعتی‌ترین شهرهای آن دوران محسوب کرد.
«ساکنان سیلک برای محافظت خود از گرما و سرما در اتاق‌های کوچکی که با شاخ و برگ درختان می‌ساختند به سر می‌بردند و بعدها خانه‌های گِلین نیز بنا نهادند و تحقیقاتی که در محل مزبور انجام گرفته‌است نشان می‌دهد که مردم فلات ایران به امر کشاورزی پرداختند و حیوانات اهلی را نیز پرورش دادند. در خرابه‌های سیلک بقایای استخوان گاو و گوسفند شاهد بارزی بر توجه مردم آنجا به تربیت این‌گونه حیوانات است. در این محل ظروف سفالین قرمز رنگی نیز پیدا کرده‌اند که از لحاظ صنعت نسبت به ظروف پیش تا حدی کامل‌تر به نظر می‌آید و معلوم می‌شود که آن‌ها را در کوره‌های ابتدایی می‌ساختند. چون در همین محل مقداری دوک‌های سنگی و گِلین به دست آورده‌اند تصور می‌رود که مردم آن زمان با صنعت نساجی آشنایی داشته‌اند. در پایان عهد حجر پسین مردم این سامان آلات و ابزار خود را با مس می‌ساختند و کم‌کم این‌گونه ادوات جای ابزار سنگی را که تا آن زمان متداول بود گرفت و به تدریج کنده‌کاری بر استخوان نیز معمول شد و مردان و زنان به زینت‌آلات توجه خاصی نشان دادند و مردگان را در محل سکونت خویش به خاک سپردند.»
«در هزاره چهارم پیش از میلاد مردم دشت‌نشین فلات ایران در کار زندگی پیشرفت بیشتری کردند و این پیشرفت در توسعه محل سکونت و توجه به تزیین منازل آن‌ها به خوبی دیده می‌شود، در قریه سیلک نموداری از آن وجود دارد، ساکنان این محل اتاق‌های خود را با اکسیدآهن و مواد دیگر نقاشی می‌کردند و ظروف سفالین ظریف می‌ساختند و تصویر پرندگان و حیوانات وحشی را بر روی آن‌ها با رنگ سیاه منقوش می‌کردند و به تدریج این ظروف شفاف‌تر و شکل آن‌ها منظم‌تر شد، از این‌جا می‌توان حدس زد که مردم آن ناحیه جهت انجام این عمل به اختراع چرخ نائل شده بودن، چرخ آن‌ها تخته باریکی بوده‌است که بر زمین می‌گذاشته‌اند و آن را با دست می‌چرخاندند و به این ترتیب به ظروف خود شکل زیباتری می‌دادند. تاکنون شبیه این‌گونه ظروف در هیچ‌یک از کشورهای آن دوران به دست نیامده است. چنین می‌توان نتیجه گرفت که ایرانیان در این صنعت سرآمد اقوام دیگر بودند و شاید اختراع مزبور ویژه آن‌ها باشد.
با آن‌که سنگ در ساختن آلات و ادوات در این عهد به کار می‌رفت فلز نیز بیش از دوره پیش وارد صنعت گردید، مس را با چکش صاف می‌کردند، اما طرز ذوب کردن فلزات را نمی‌دانستند و با مس سنجاق و ظروف ظریف می‌ساختند. چون استخوان‌های نوعی اسب و سگ به دست آمده‌است این توهم حاصل می‌شود که مردم آن دوره از این‌گونه حیوانات در حمل و نقل استفاده می‌کردند و مسلماً توسعه کشاورزی مدیون همین امر بوده‌است. در این دوره تجارت نیز رو به پیشرفت نهاد. اما دادوستد بیش‌تر مربوط به محصولات کشاورزی مانند گندم و جو بود. مسئله دیگر که اهمیت دارد این است که کشت گندم و جو نخستین بار در ایران متداول شد.»
«در اواخر هزاره چهارم پیش از میلاد در سیلک خانه‌های قدیمی از میان رفت و به جای آن خانه‌هایی با در و پنجره کوتاه ساخته شد و در ورودی آن اجاقی مرکب از دو بخش وجود داشت، یکی برای آشپزی و دیگری مخصوص پخت نان. در این دوره غیر از ظروف سفالین بعضی تُنگ‌های کوچک از مرمر که گویا مخصوص نگهداری عطر بود در حفریات سیلک پیدا شده‌است و همچنین مقداری آئینه مسی جهت آرایش به دست آمده‌است. از ویژگی‌های این دوره وجود گوشواره‌هایی از طلا و لاجورد است. الواحی نیز با خط مخصوص پیدا شده‌است که هنوز نتوانسته‌اند آن را بخوانند و همین امر می‌رساند که نفوذ مردم بین‌النهرین پس از رخنه به شوش به سیلک نیز ادامه یافت. طبق تحقیقات دیگر گیرشمن این مسئله محقق شده‌است که مُهرهای استوانه‌ای شکل به جای مُهرهای پیشین با خطی خاص جهت کالایی که از سیلک به نواحی دیگر می‌فرستادند ساخته می‌شد. این مُهرها از گِل رس تهیه می‌شد. سیلک تنها ناحیه‌ای است که پیش از دوران هخامنشی در آن مدرک کَتبی به دست آمده و حدس می‌زنند که این مدرک صورت‌حساب و ارقام مربوط به مالیات یا دادوستد بوده‌است و از اینجا معلوم می‌شود که در هزاره سوم پیش از میلاد در ایران خط متداول بوده و ایرانیان تمدن برگرفته از مردم جنوب‌غربی و شمال‌شرقی را توسعه و به شکلی بهتر به مردم ممالک دیگر یا به همان ممالکی که از آن‌جا گرفته بودند انتقال دادند.»
«از ظروف سفالینی که در سیلک به دست آمده‌است تصاویر بز کوهی و اسب و خورشید و همچنین اشکال هندسی فراوان دیده می‌شود و از این اکتشافات نتیجه می‌گیریم که با وجود آنکه آهن و مفرغ در تهیه آلات و ادوات گوناگون به کار می‌رفته‌است صنایع کوزه‌گری و سفال‌سازی رونق خود را حفظ کرده‌است. در این‌گونه اشیاء تصاویر مردانی ملبس به نیم تنه کوتاه و کلاهخودی بر سر مشغول زدوخورد با یکدیگر دیده می‌شود.»

## گورهای بومیان و مهاجران آریایی
«مردم سیلک گاهگاه مردگان را در نزدیکی اجاق خانه خویش در عمق ۱۵ تا ۲۰ متر دفن می‌کردند و بدنِ آن‌ها را با گِل اُخرا رنگ می‌کردند و برخی آلات و ادوات را با آنها در گور می‌گذاشتند.»
«در نیمهٔ اول هزارهٔ نخستینِ پیش از میلاد، گورهای ایرانی وضع بهتری به خود گرفت و بامی برفراز آن با دو شیب متضاد شبیه به شیروانی امروزی تعبیه کردند و مجموعاً جمجمه‌هایی که از این گورها به دست آمده‌است مربوط به مردمی با جمجمه‌های گرد می‌شود. طبق تحقیقات جدید در مزارهای قدیمی سیلک مسلم شده‌است که مردم آن زمان شامل دو طبقه بوده‌اند. نخست طبقه اشراف و درباریان و سپاهیان که همراه جسد آن‌ها اشیای قیمتی بسیار دیده می‌شود، دیگر طبقه دهقانان و روستاییان و پیشه‌وران و شاید بومیان آن سرزمین که گورهای آن‌ها محقر و بدون بام شیب‌دار و دربردارنده اشیایی ساخته شده از مفرغ است.»
برخورد دو قوم آریایی و بومی را می‌توان در آثار باستانی بازمانده در تپهٔ سیلک کاشان به خوبی دید. در آنجا دو گروه متفاوت با دو نوع آداب و رسوم و فرهنگ متمایز دیده می‌شود. در سیلک نزدیک روستای پیش از تاریخ بومیان آثار یک دژ مستحکم که دارای کاخ و محلهٔ مسکونی و شهر مردگان است، دیده می‌شود. درگذشتگان قوم تازه‌وارد مانند بومیان در زیر اتاق‌های مسکونی بخاک سپرده نشده‌اند. آنان را در شهر مردگان به خاک می‌سپردند و لوازم زندگی آن‌ها را مانند ظرف، سفالینه، کلاه خود، اشیاء زینتی و لوازم مربوط به اسب را همراه آنان در گور می‌گذاشتند. بر روی سفالینه‌ها نقش اسب دیده می‌شود و این نشان آنست که اسب در زندگی آن‌ها اهمیت بسیاری داشته‌است.
اندیشهٔ زایش و مرگ یکی از نخستین اندیشه‌های فلسفی ایرانی‌ها بود. آن‌ها مرگ را تولد دیگر می‌دانستند و از اینرو درگذشتگان را به شکلی که کودک در شکم مادر دارد با پاها و دست‌های جمع شده بر روی سینه بخاک سپردند تا بهمان گونه که به این دنیا آمده‌اند به دنیای دیگر وارد شوند. بر روی گور که آن را همچون خانهٔ آخرت می‌پنداشتند سنگ‌ها و الواح گلی به صورت خرپشته و شیروانی مانند گذاشته شده‌است و این ادامهٔ سنت خانه‌سازی آن‌ها در مناطق باران‌خیزی است که از آنجا کوچ کرده‌بودند. این روش بام‌سازی در نخستین گورهای دوران هخامنشی مانند آرامگاه کورش نیز دیده می‌شود و نمودار آن است که این قوم ایرانی پیش از آمدن به فلات ایران چندین سده در نواحی باران خیز ساحل غربی و جنوبی دریای خزر زیسته‌اند و از آن راه به فلات ایران رسیده‌اند.

## نگارخانه
نماهایی از تپه سیلک

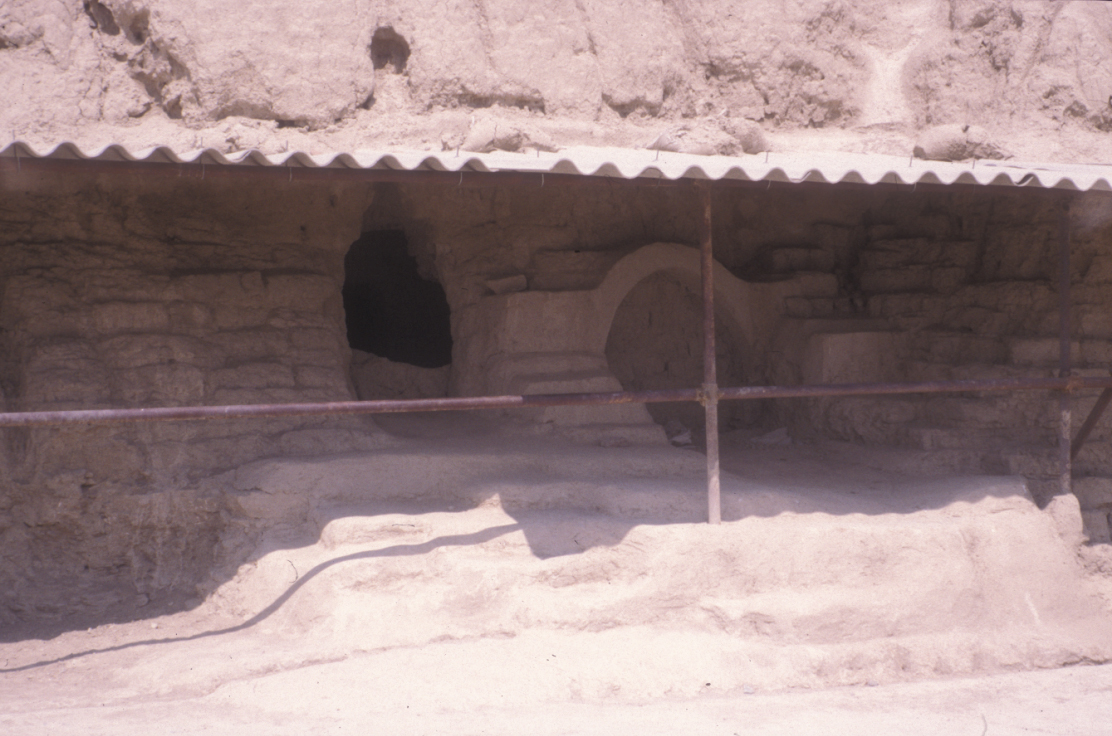
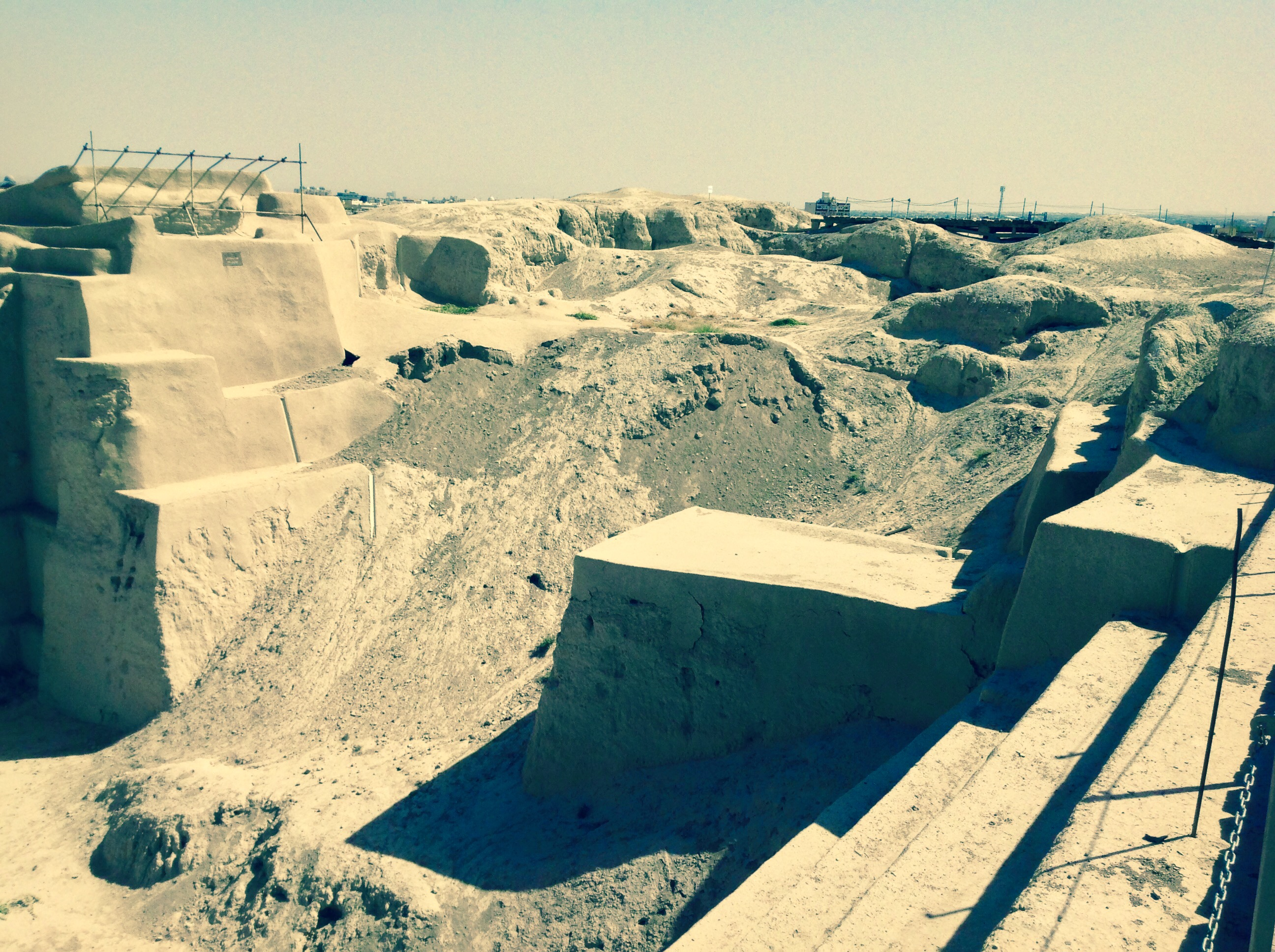
بقایای معبد سیلک
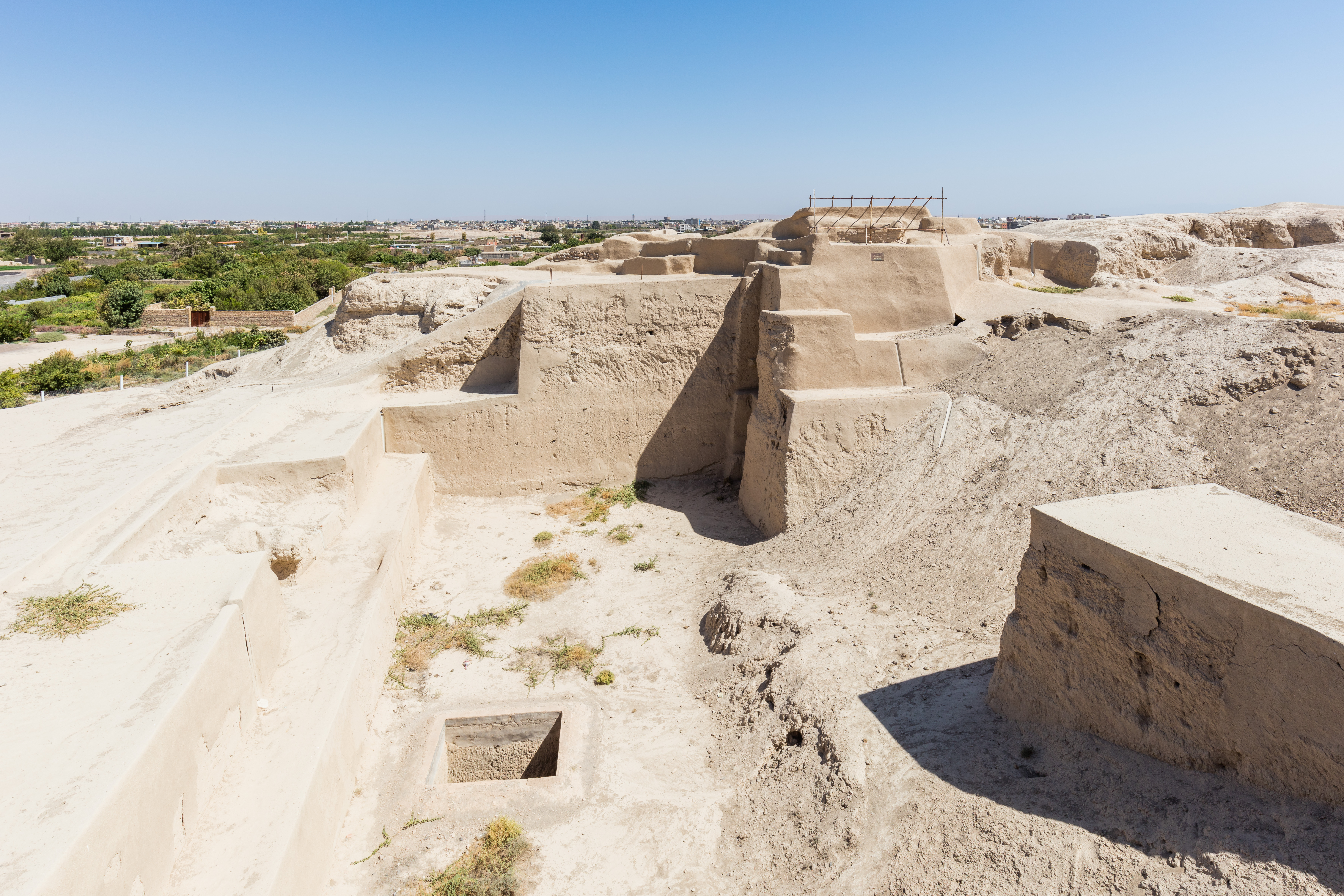
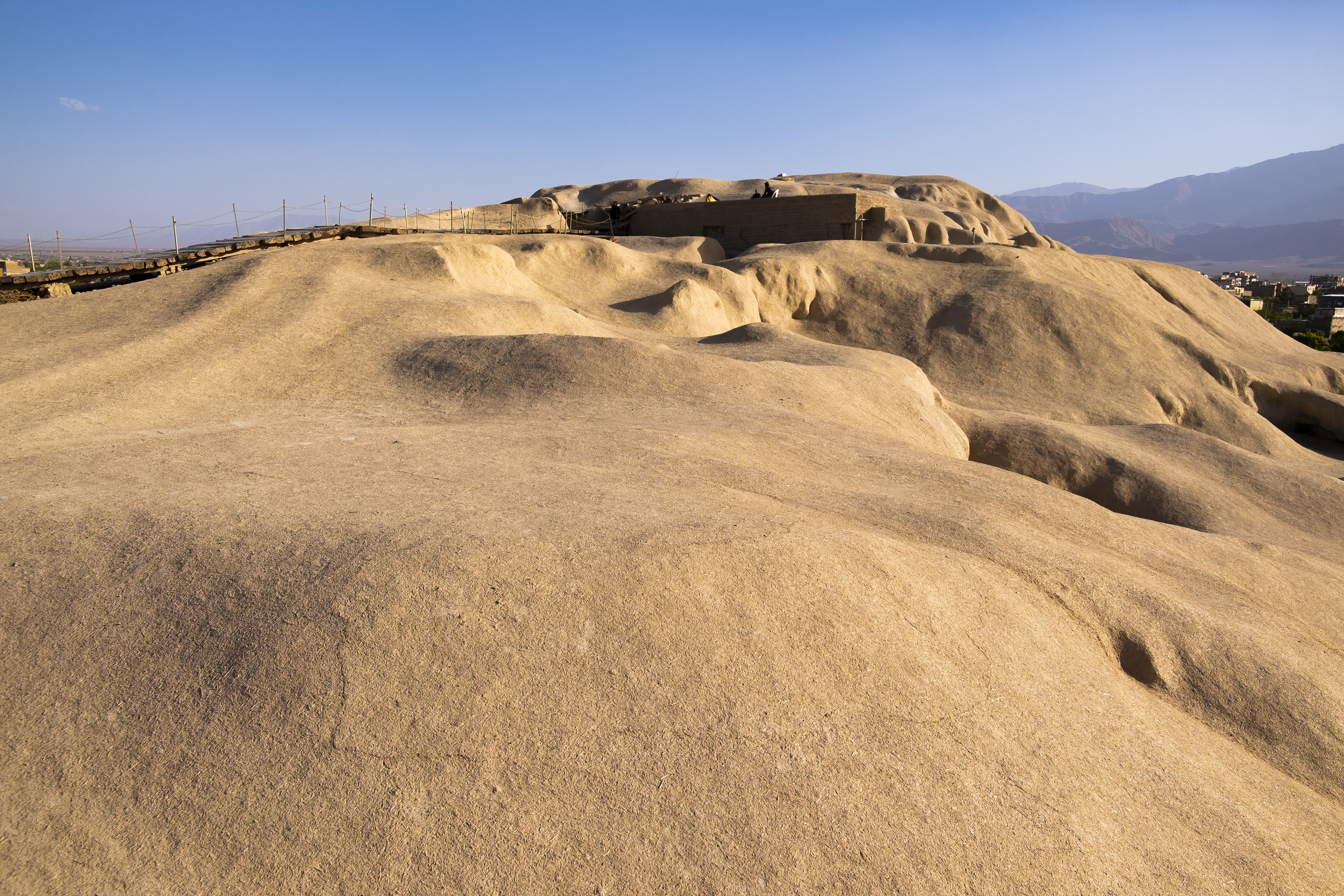
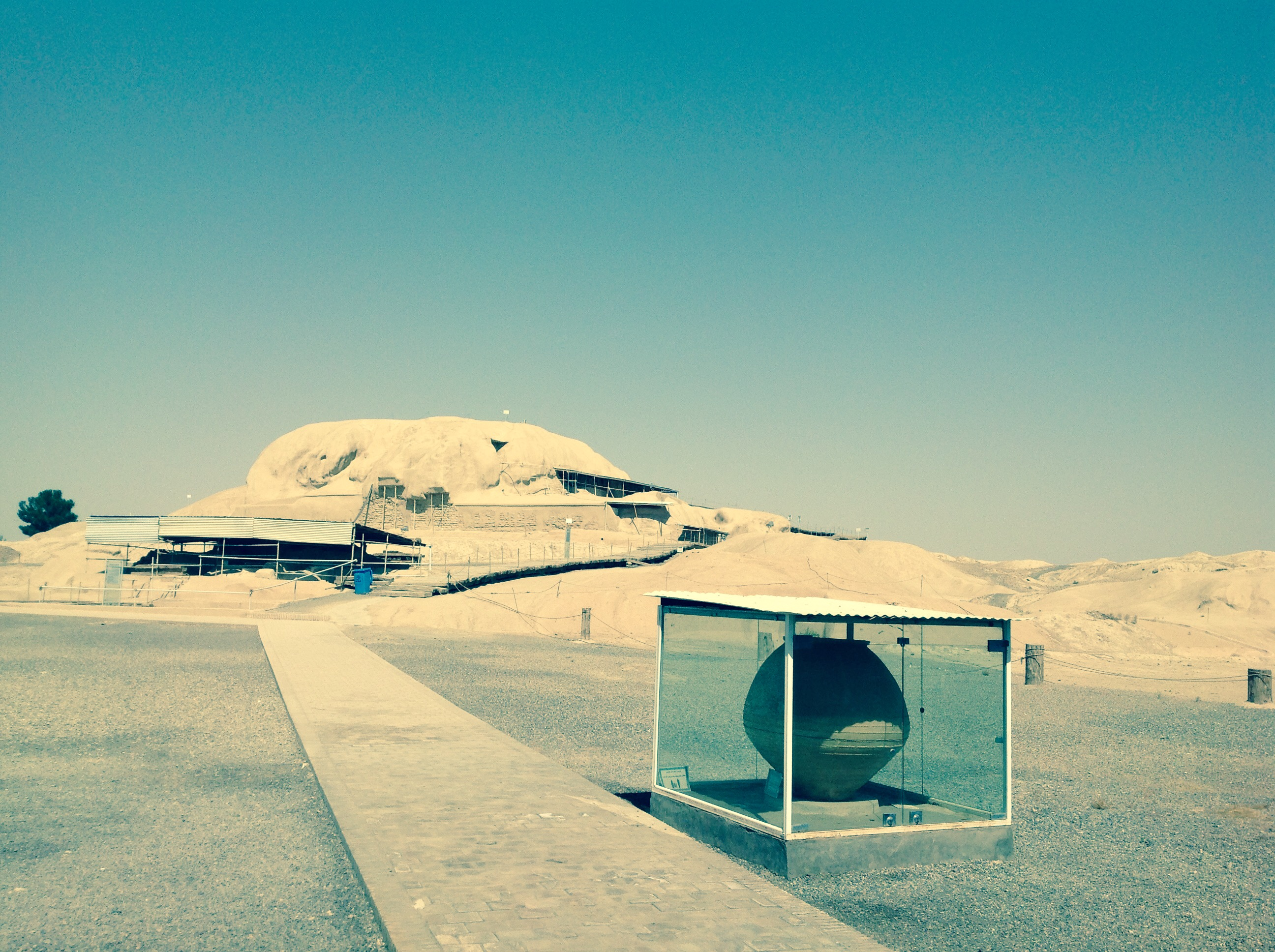
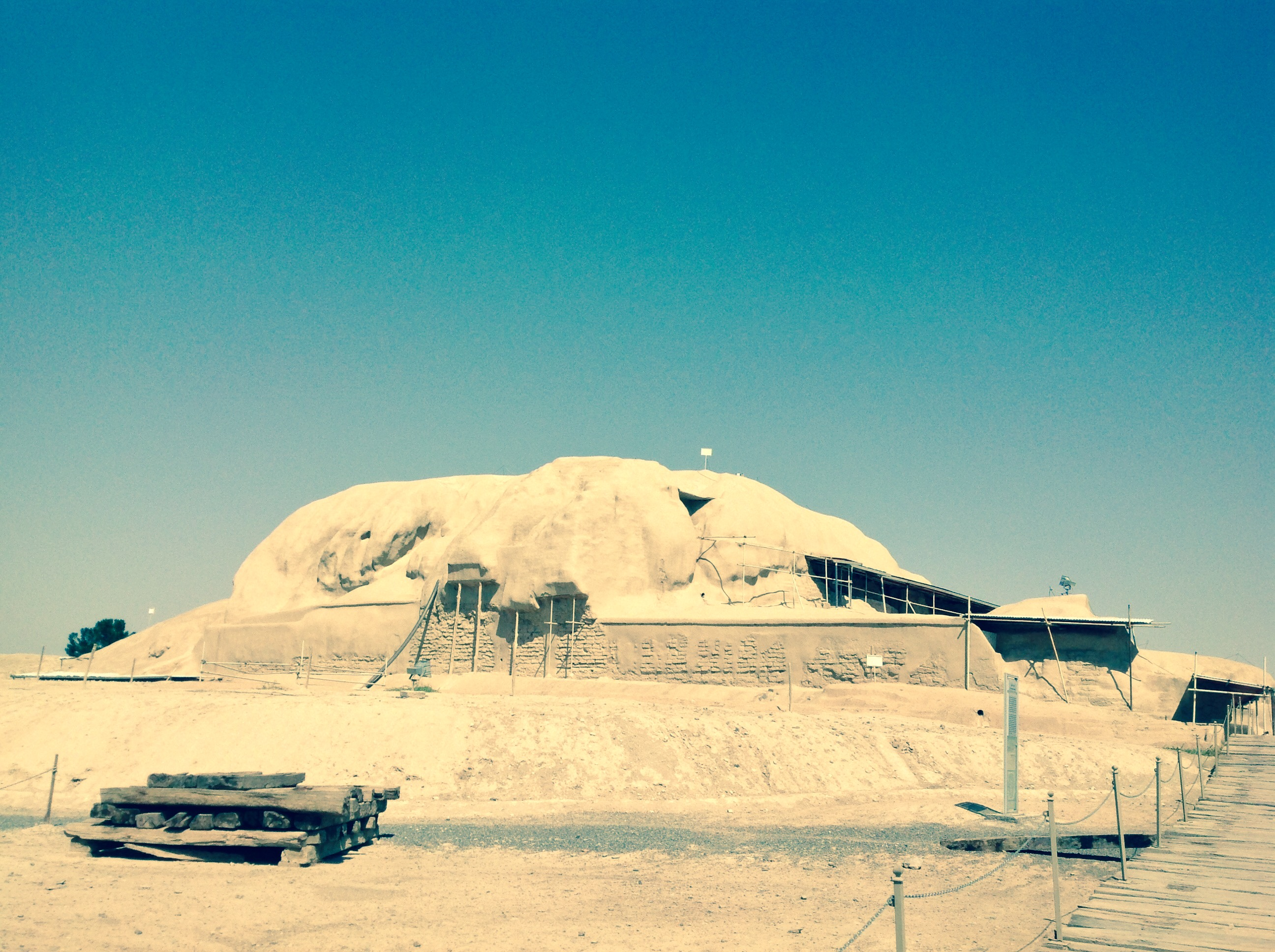
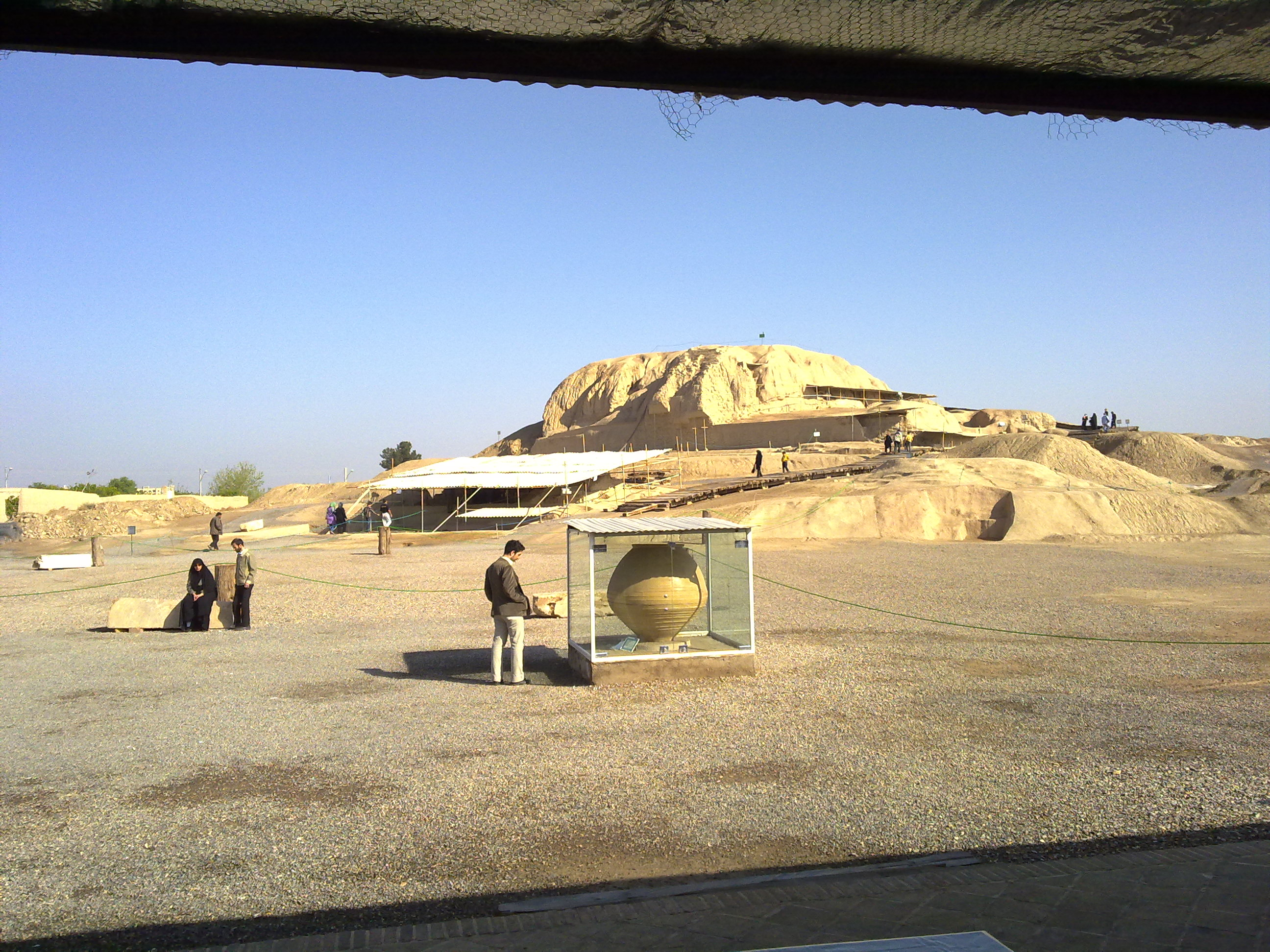
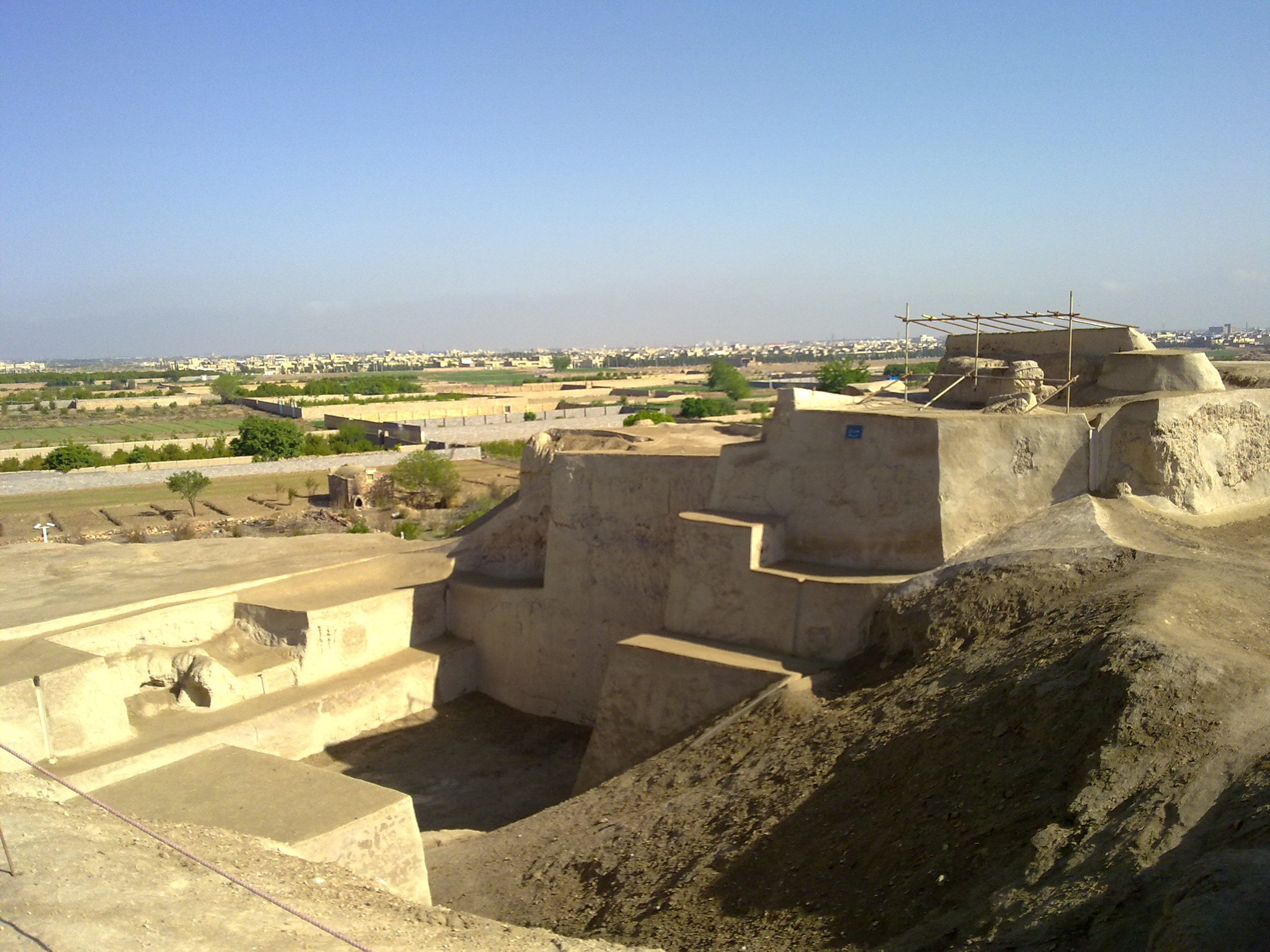
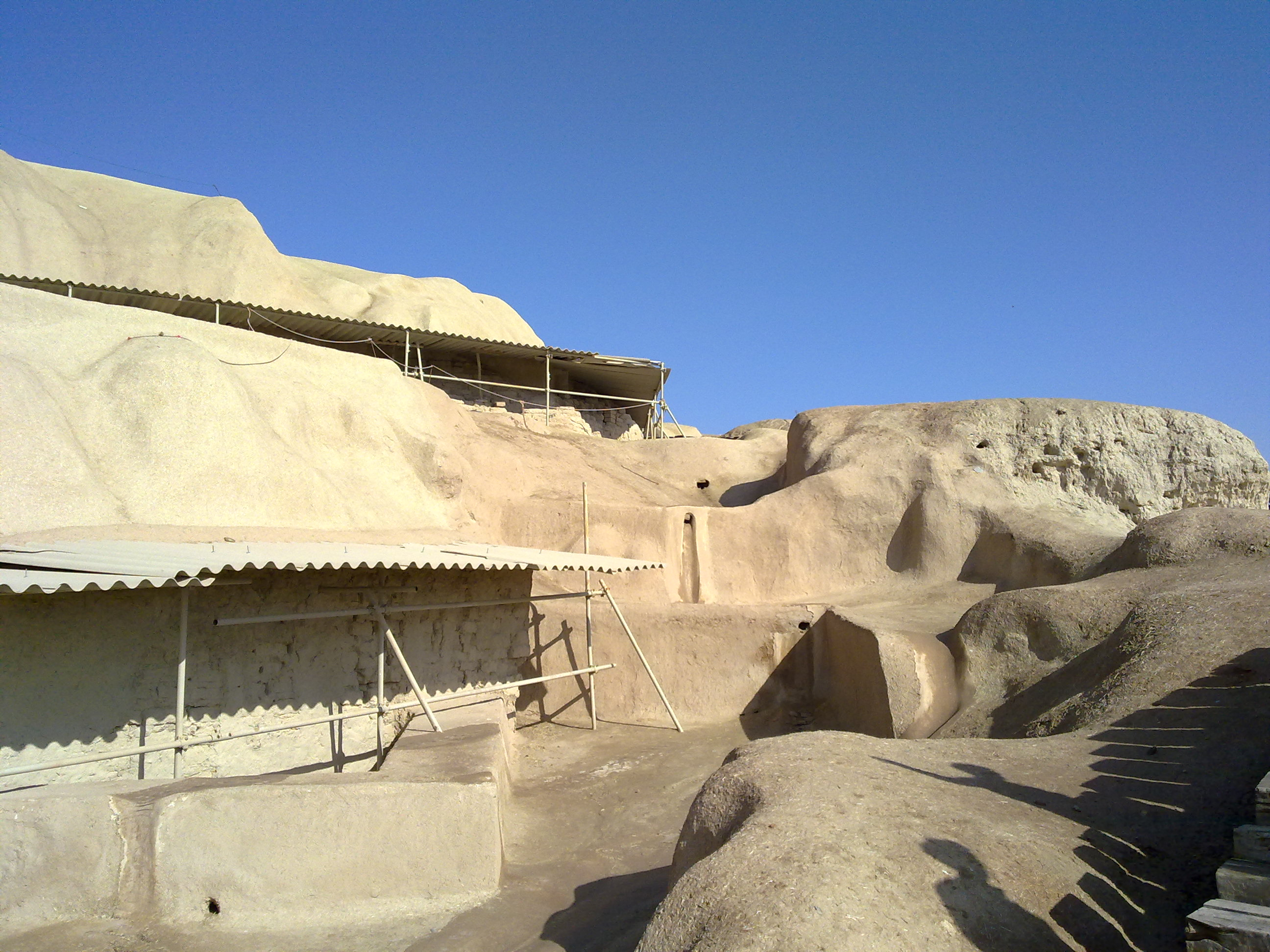
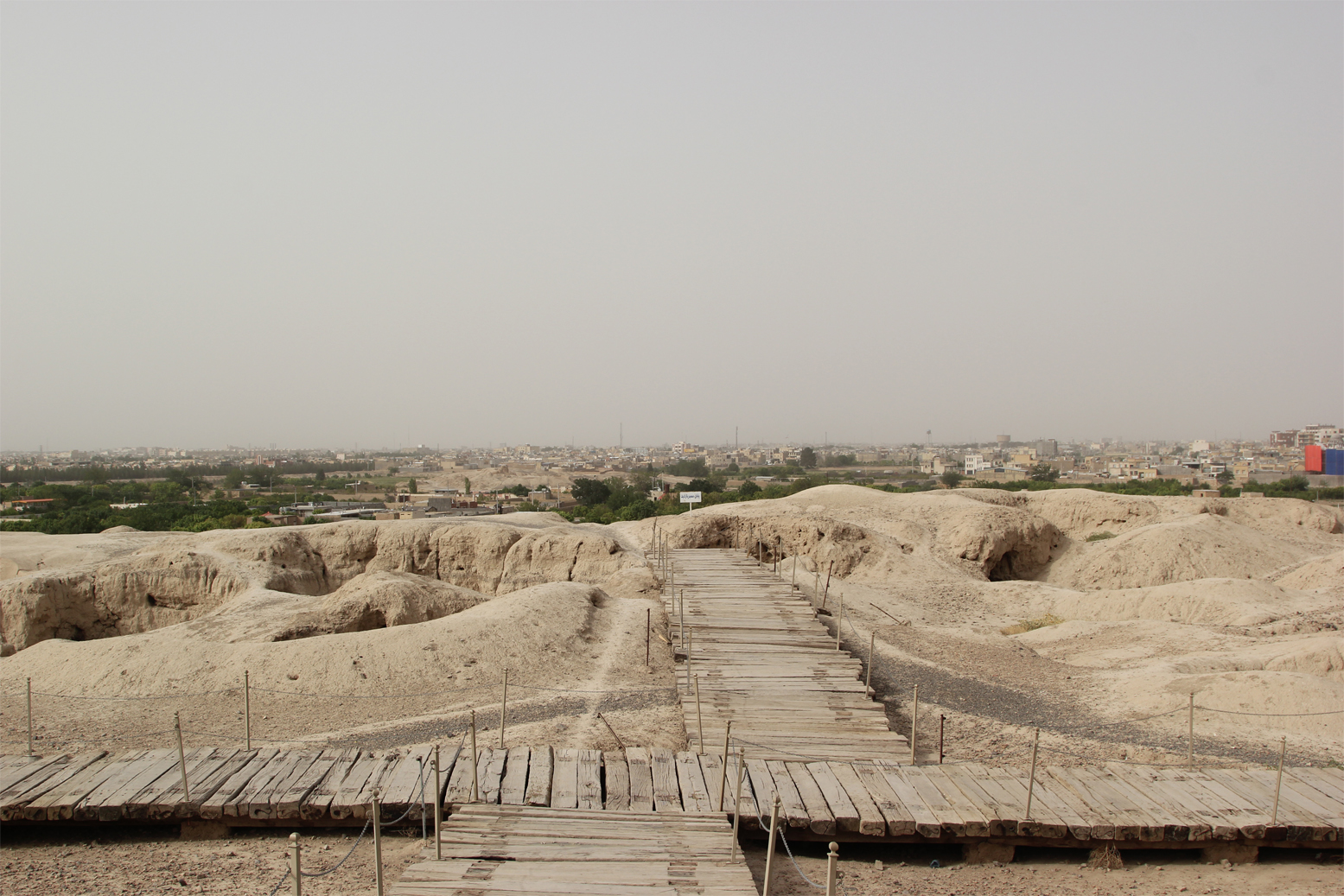
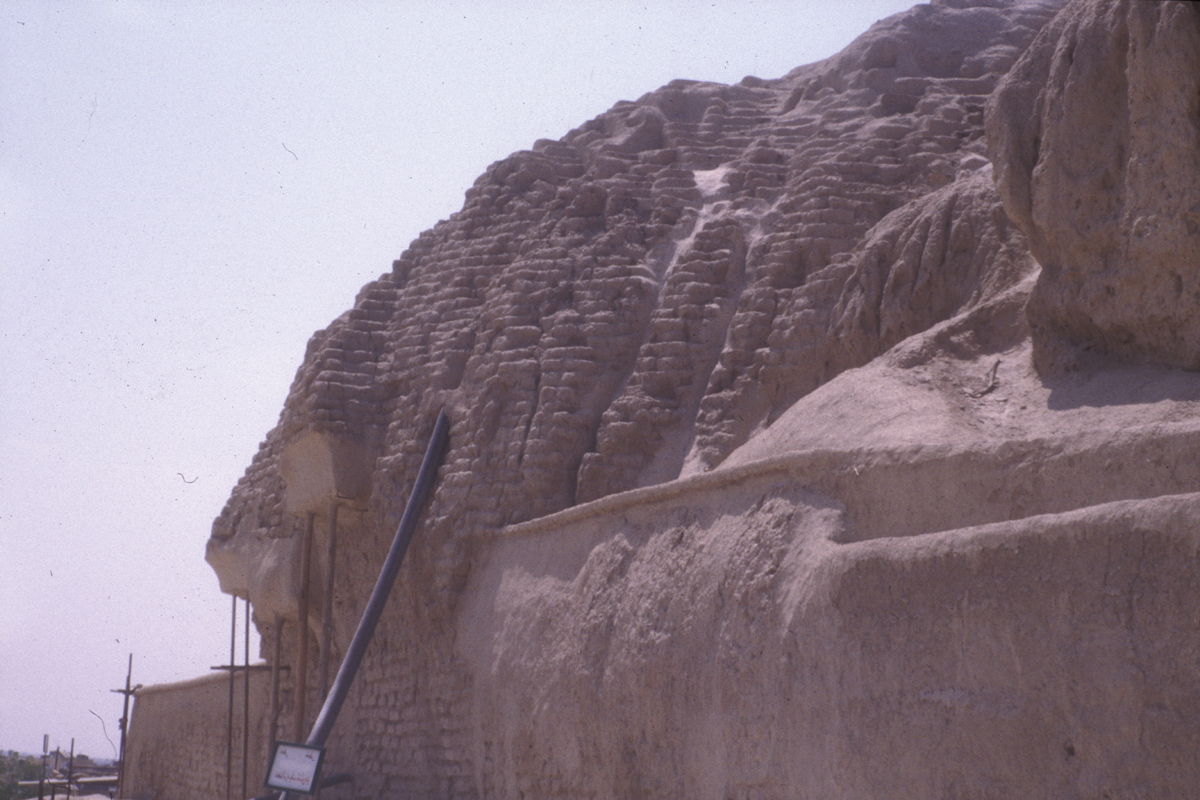
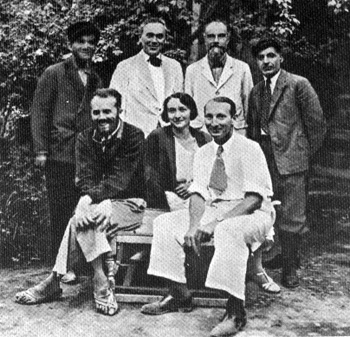
تیم گیرشمن در تپه سیلک
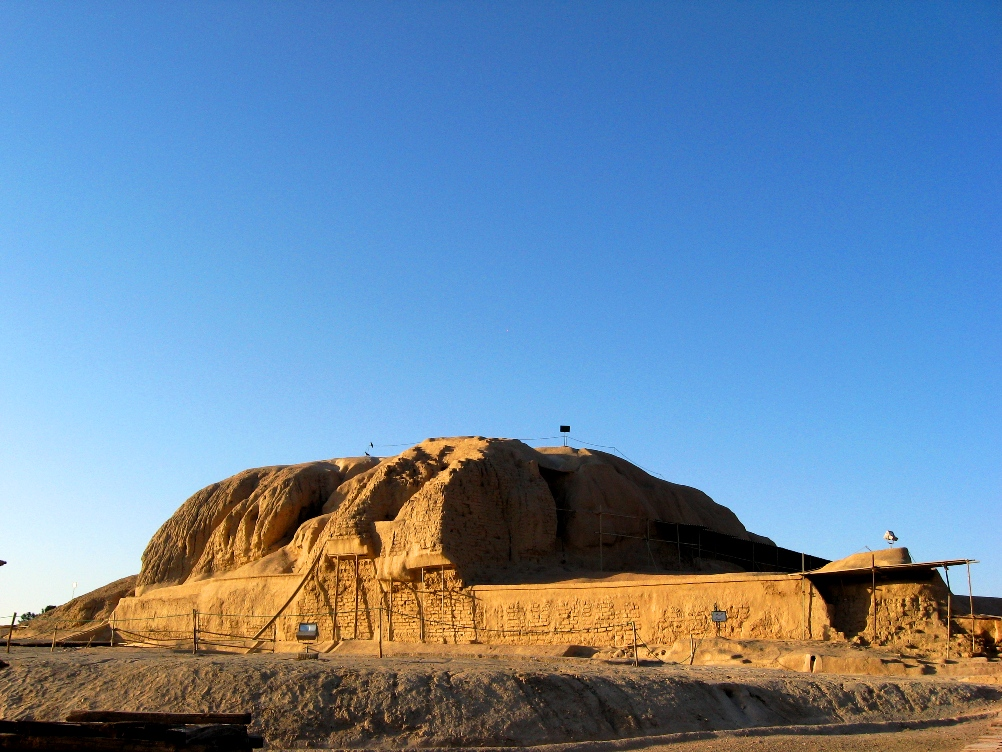
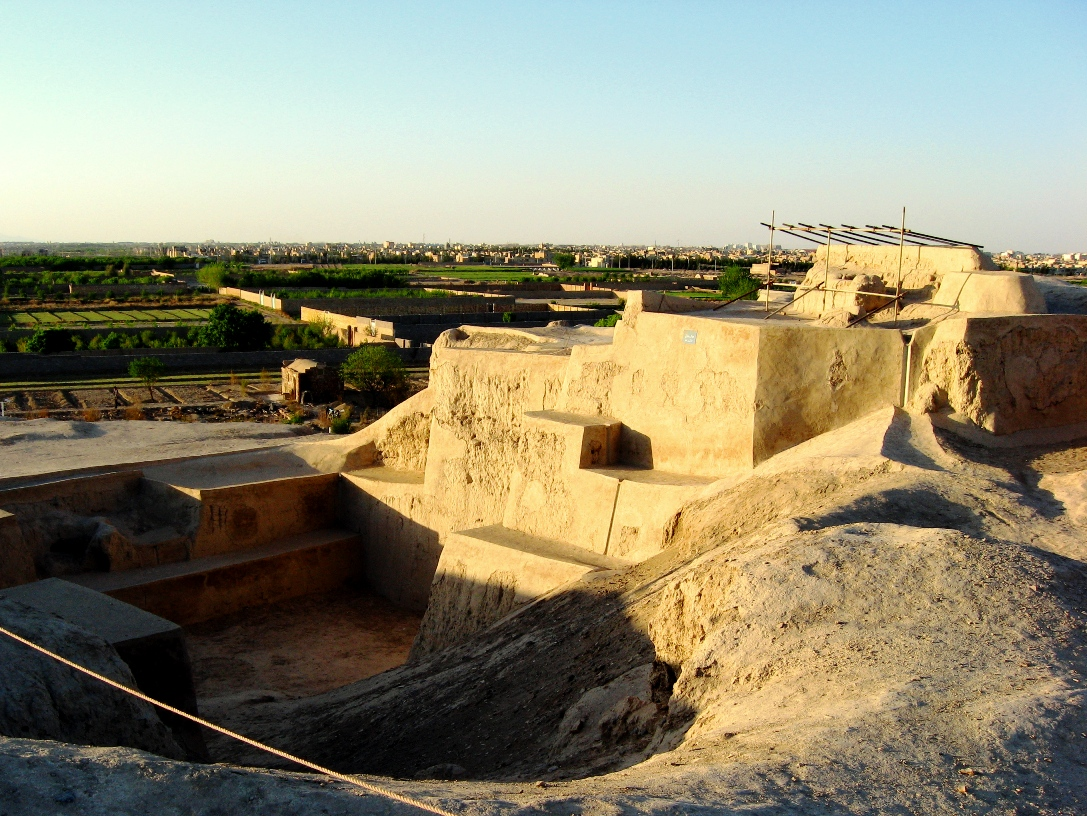
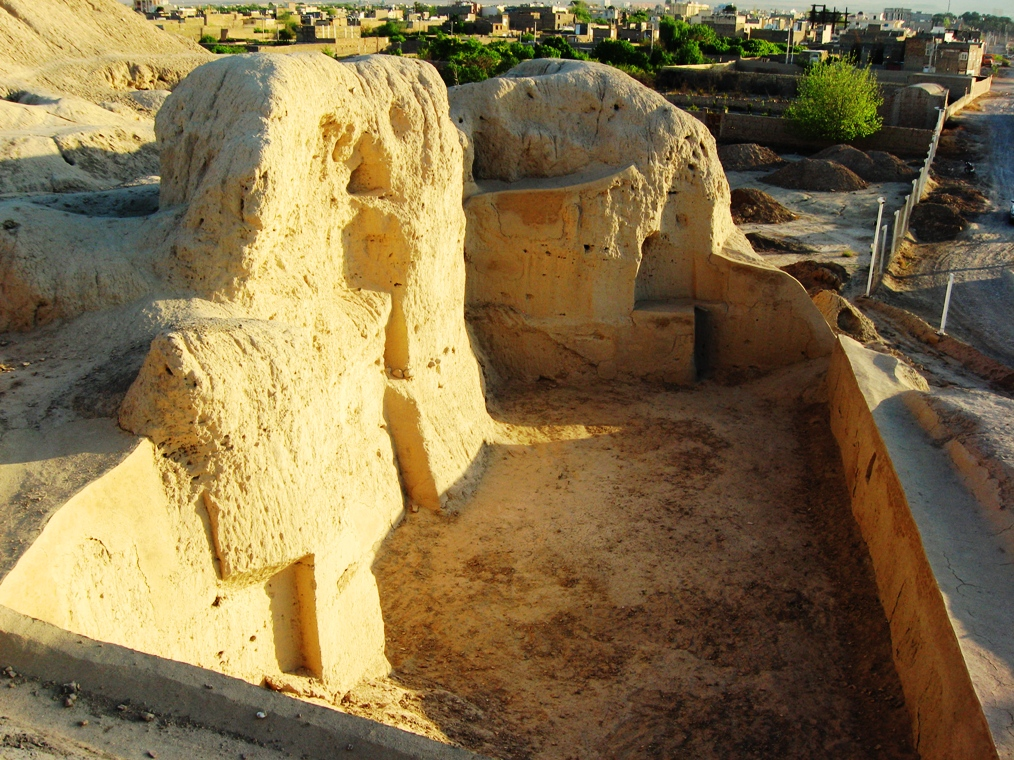
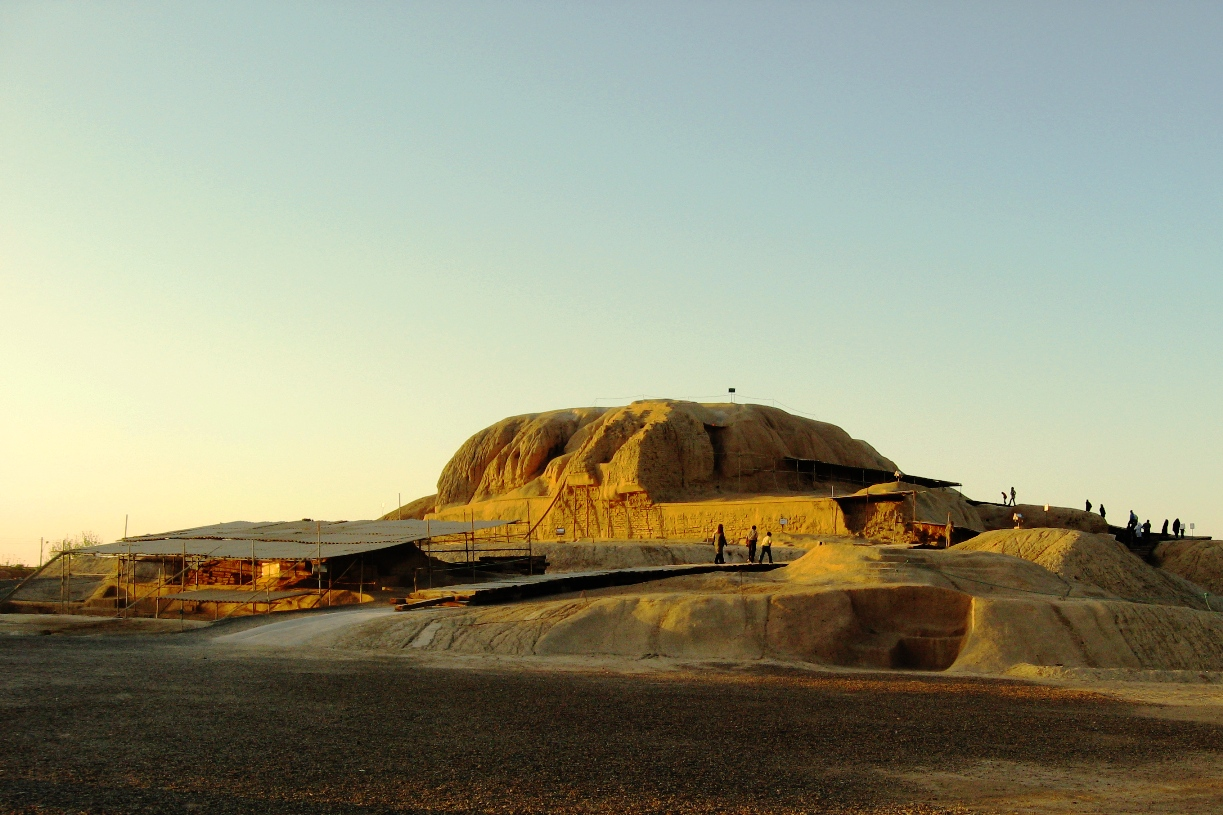
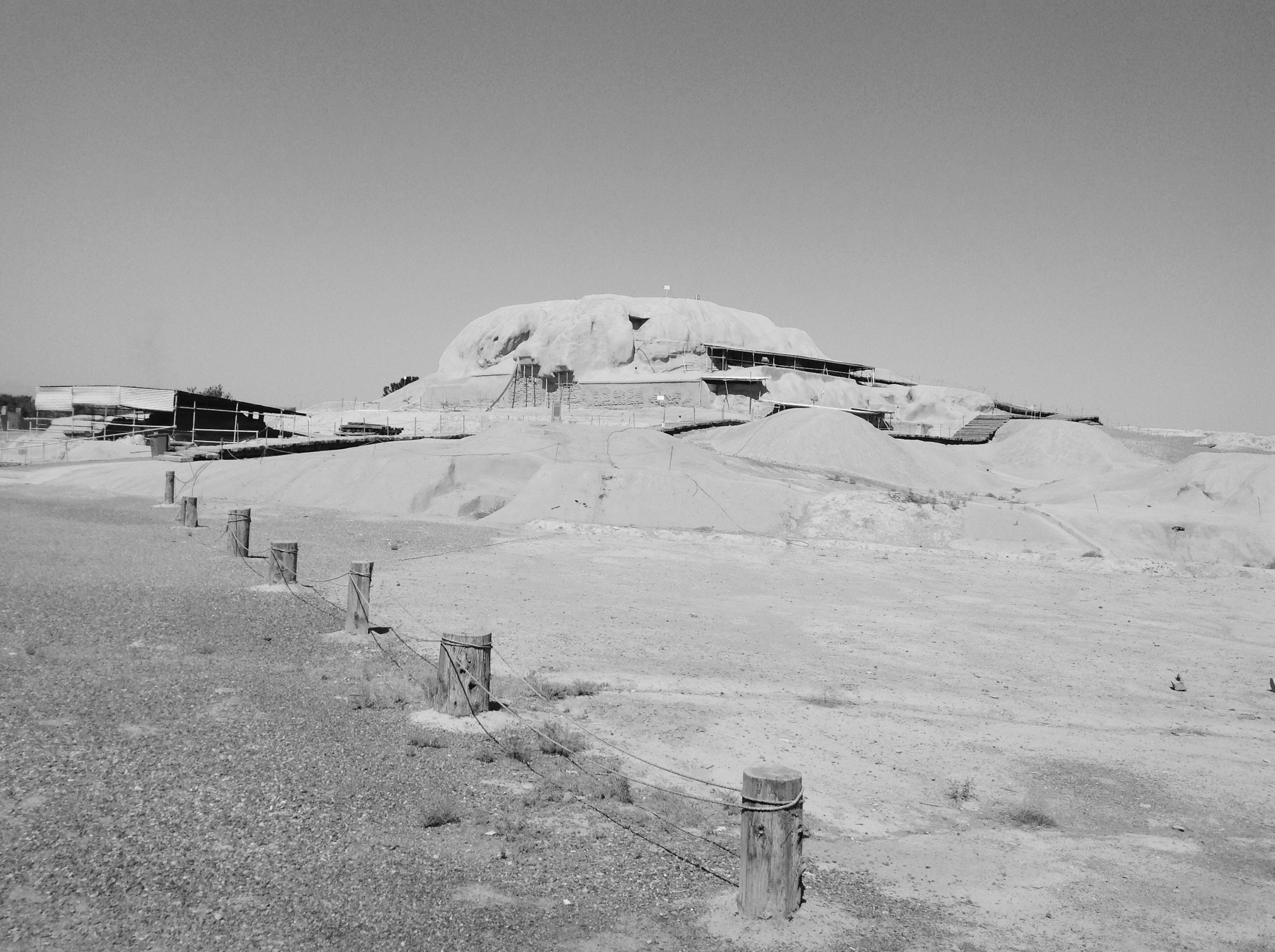

آثار کشف‌شده از تپه سیلک:

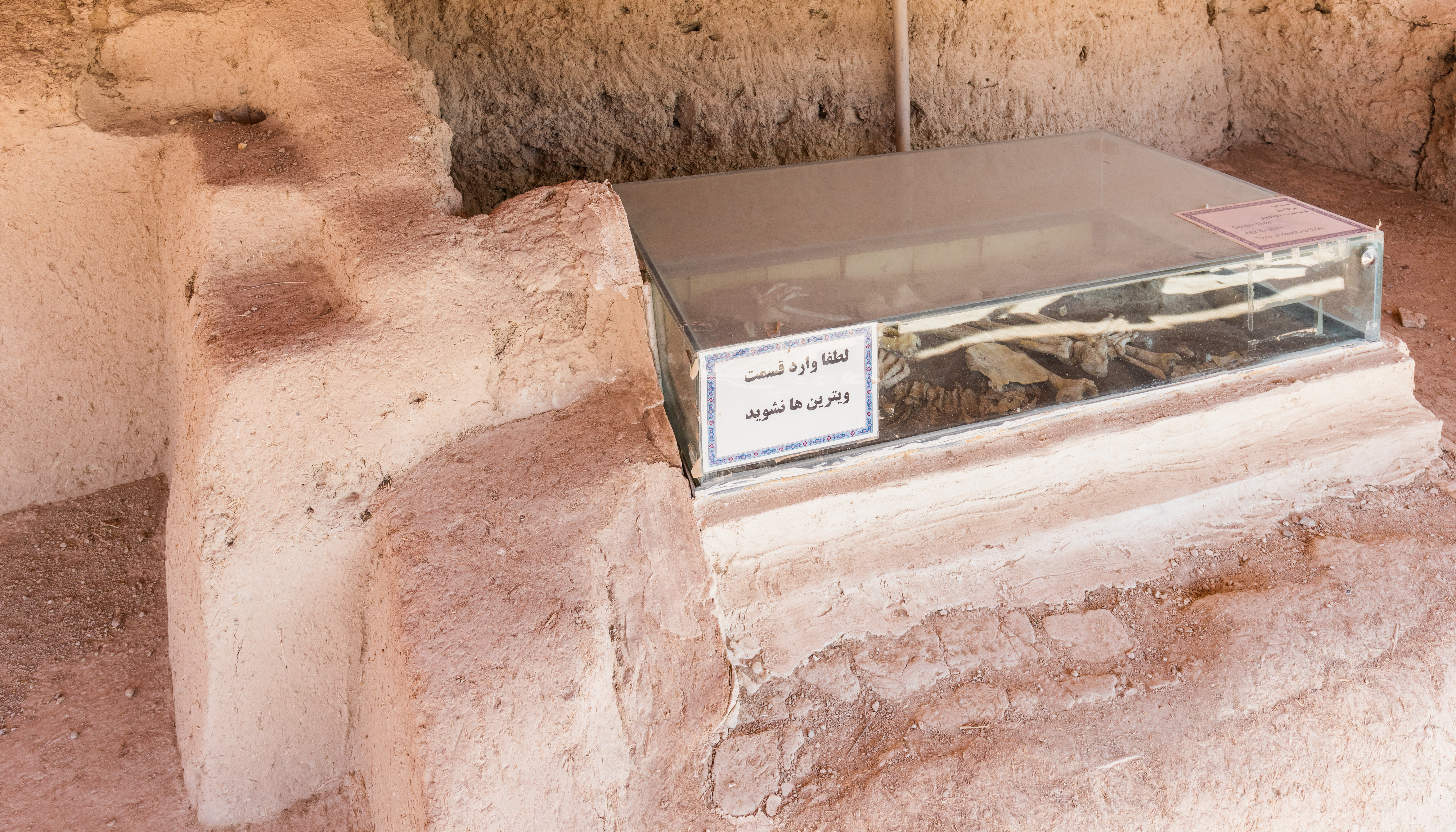
اسکلت یک دختر ۱۰ ساله مربوط به ۵۵۰۰ سال پیش
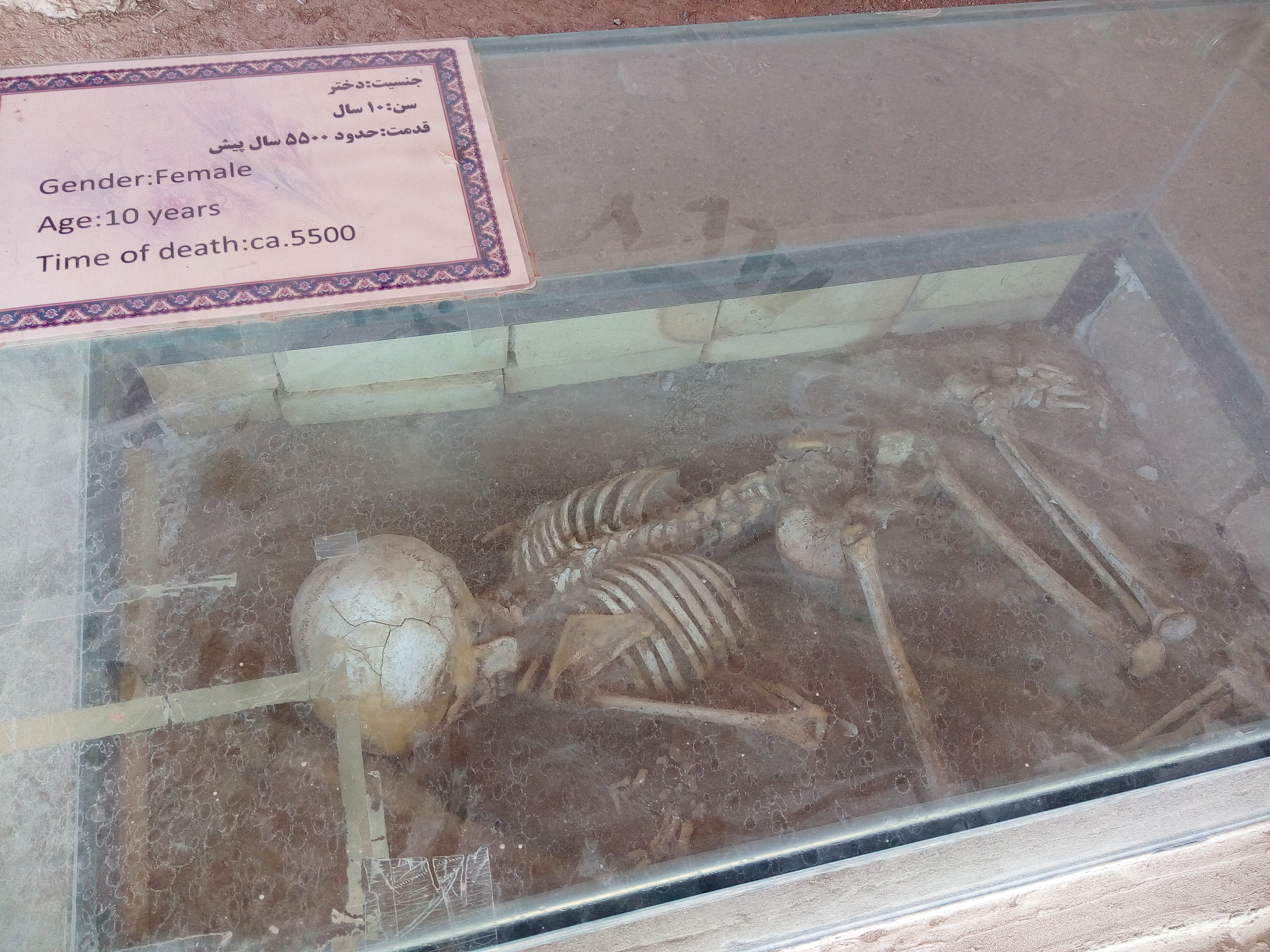
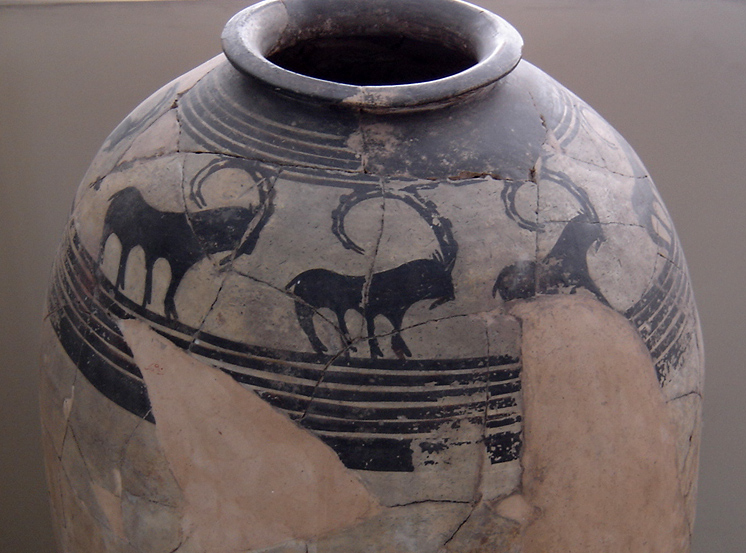
کوزه (هزاره ۴ پیش از میلاد) موزه ملی ایران
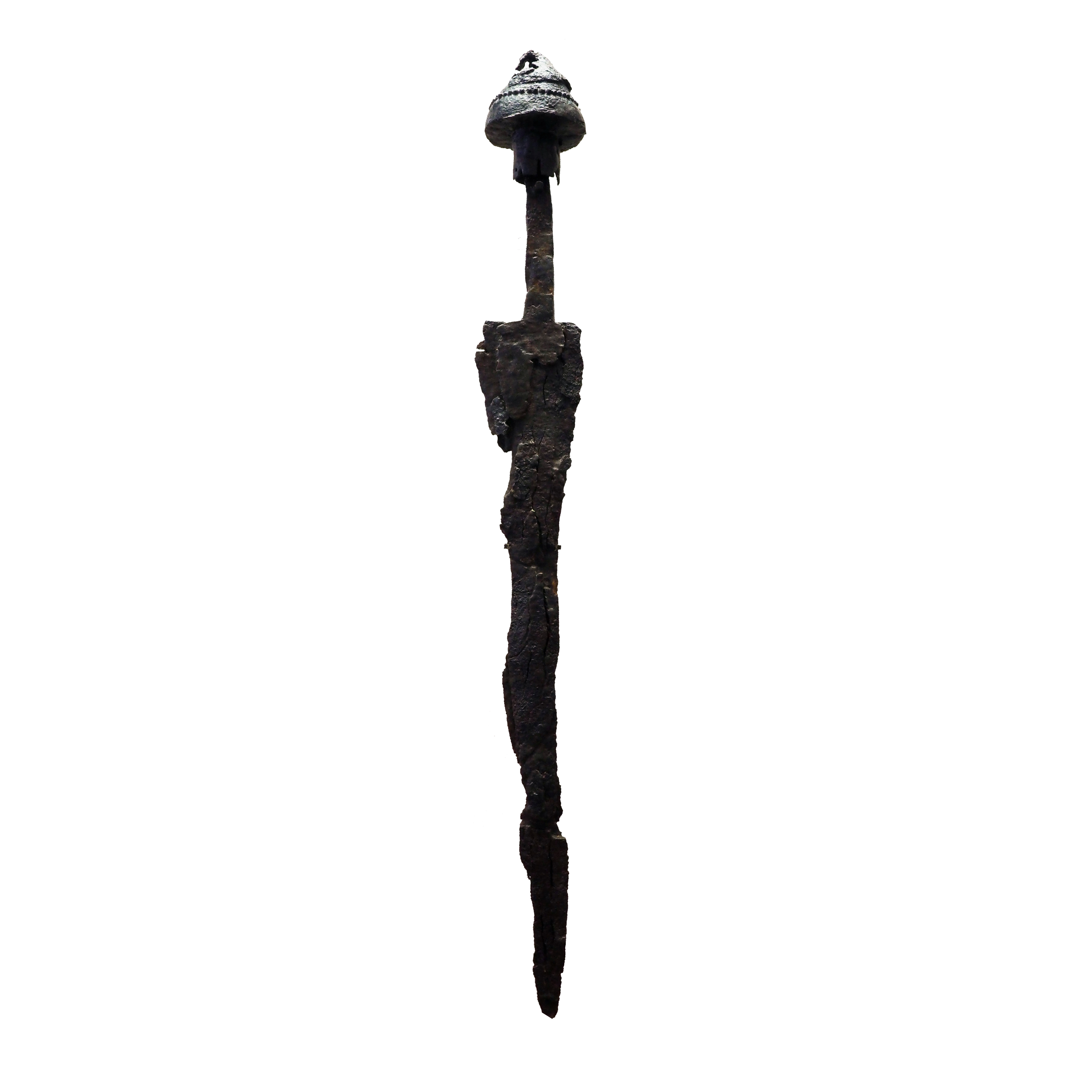
شمشیر، سدهٔ ۱۱ تا ۸ پیش از میلاد (موزه لوور)
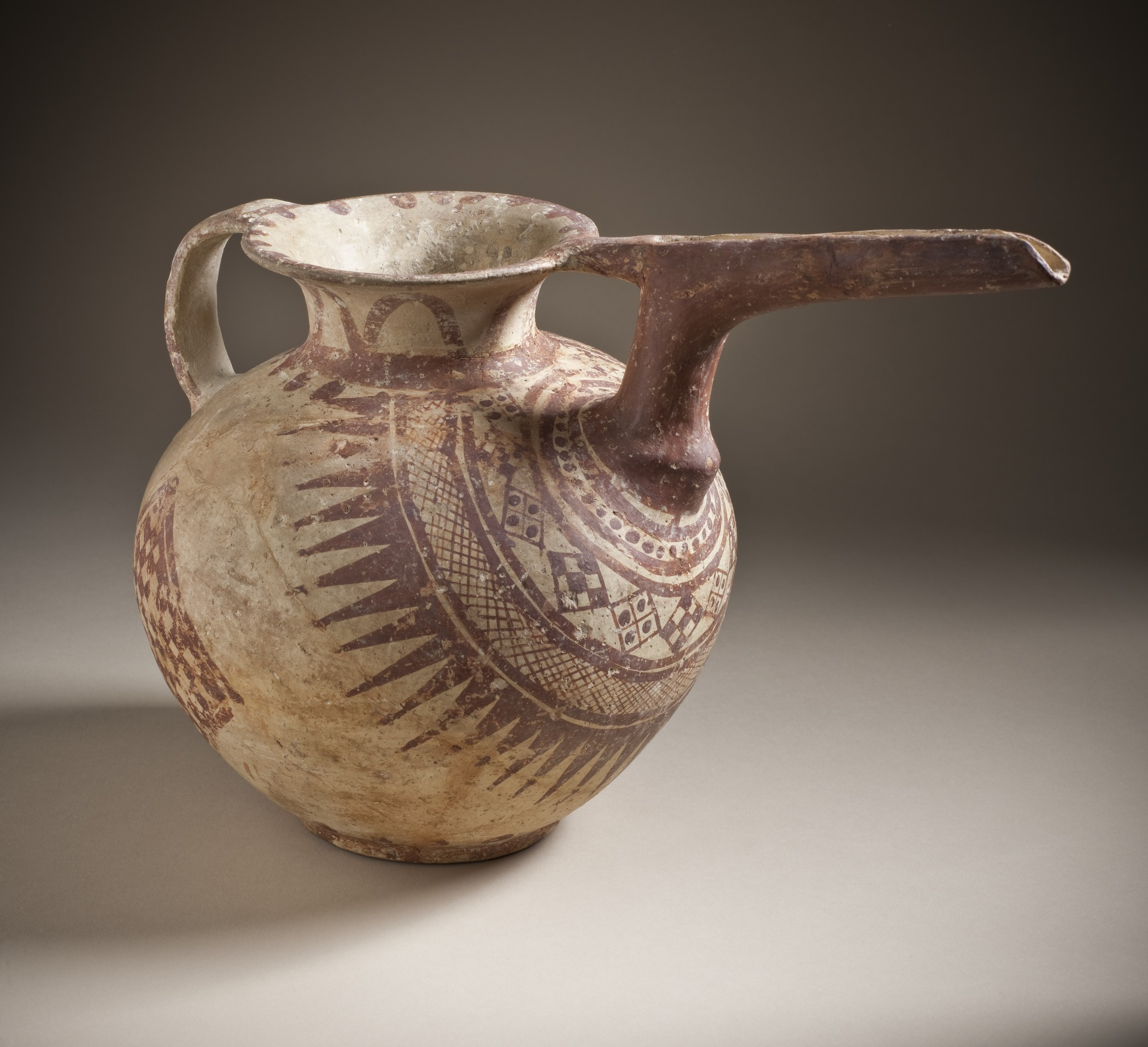
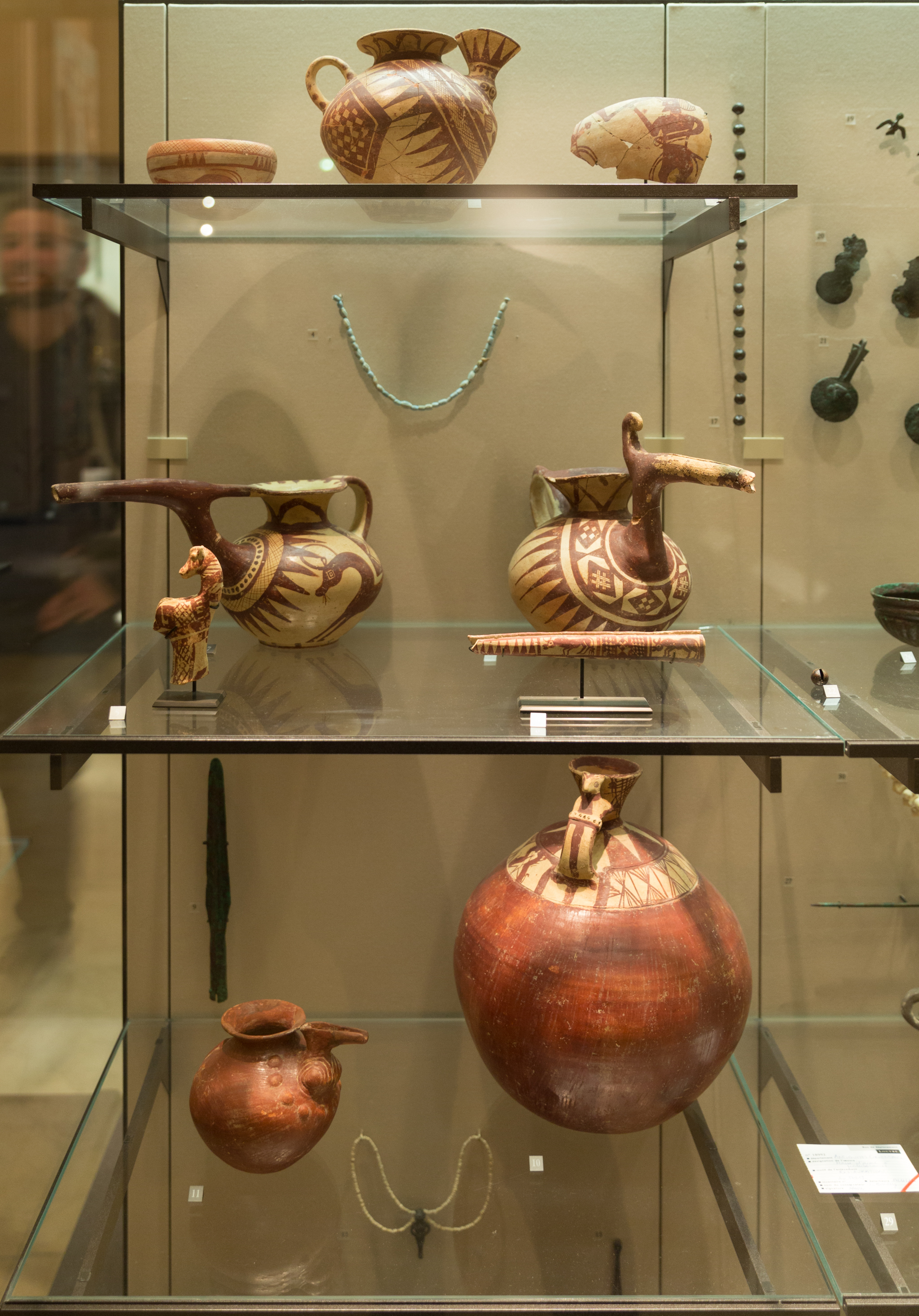
موزه لوور
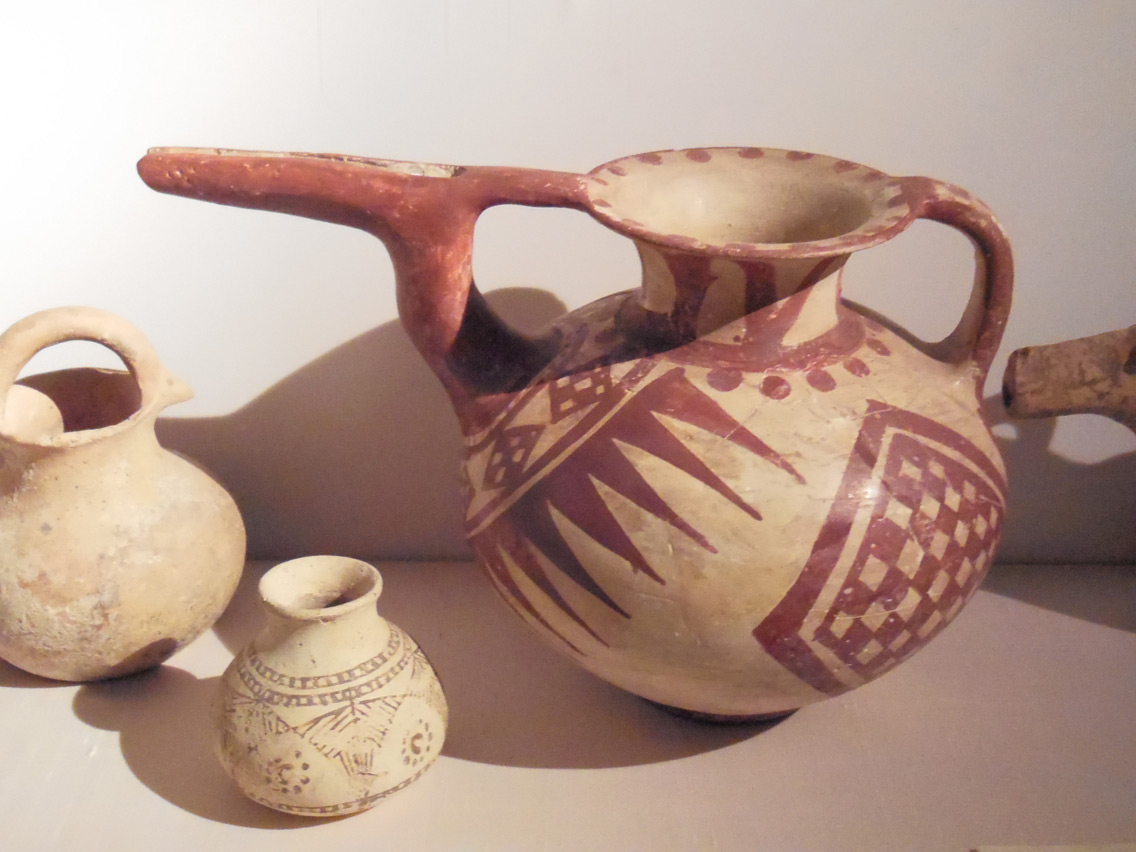
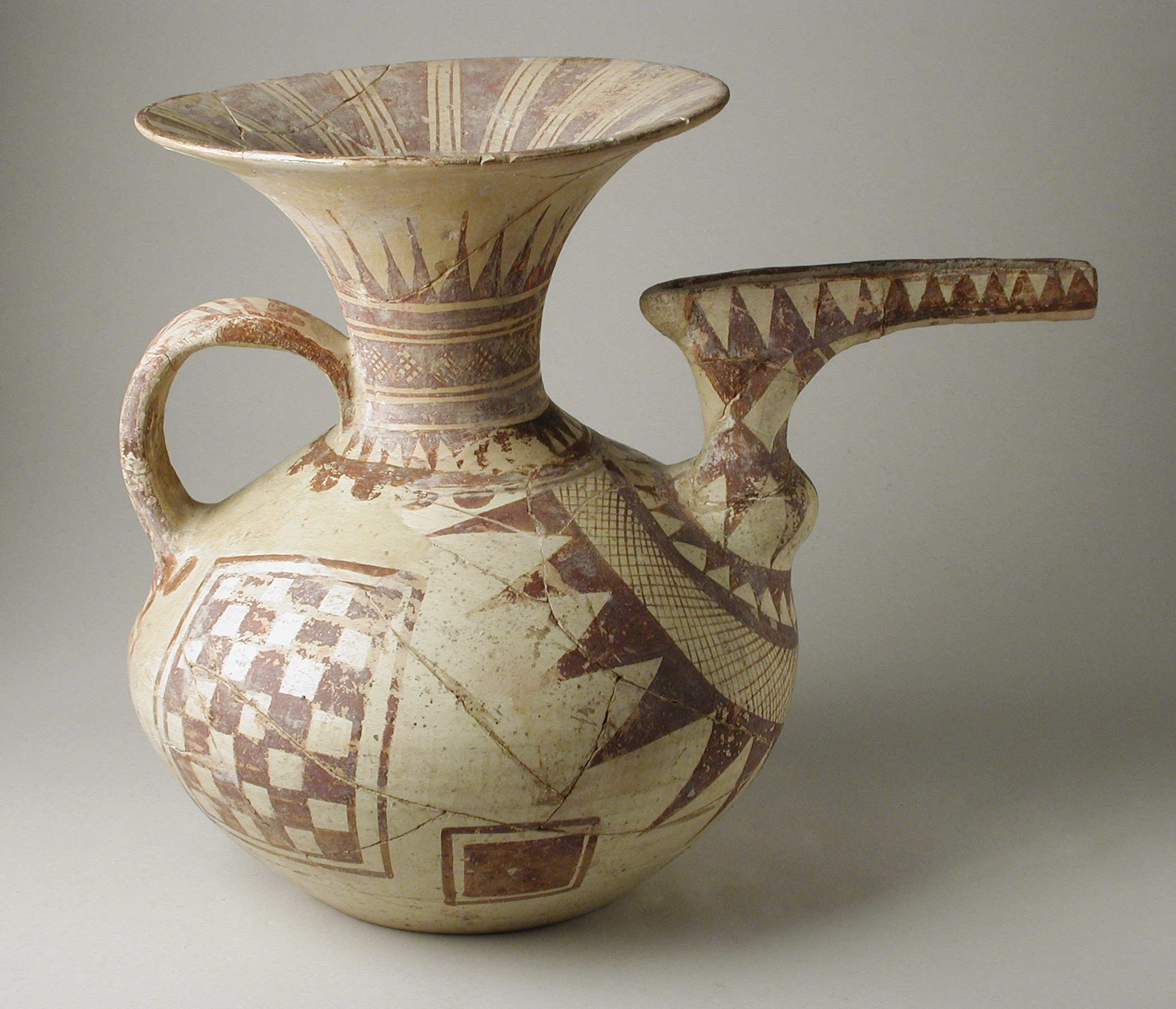
۹۰۰ تا ۷۰۰ پیش از میلاد (موزه هنر شهرستان لس‌آنجلس)
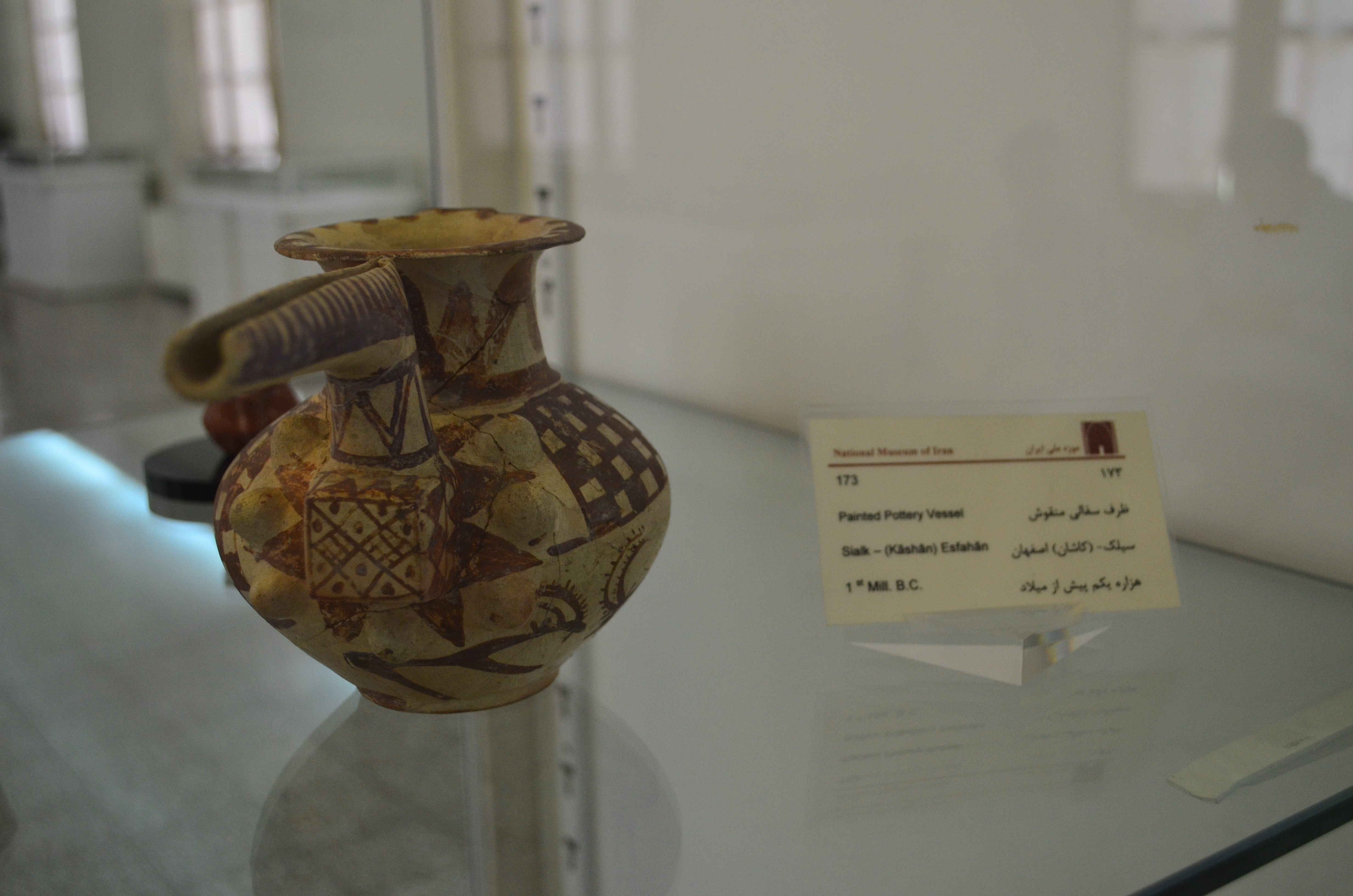
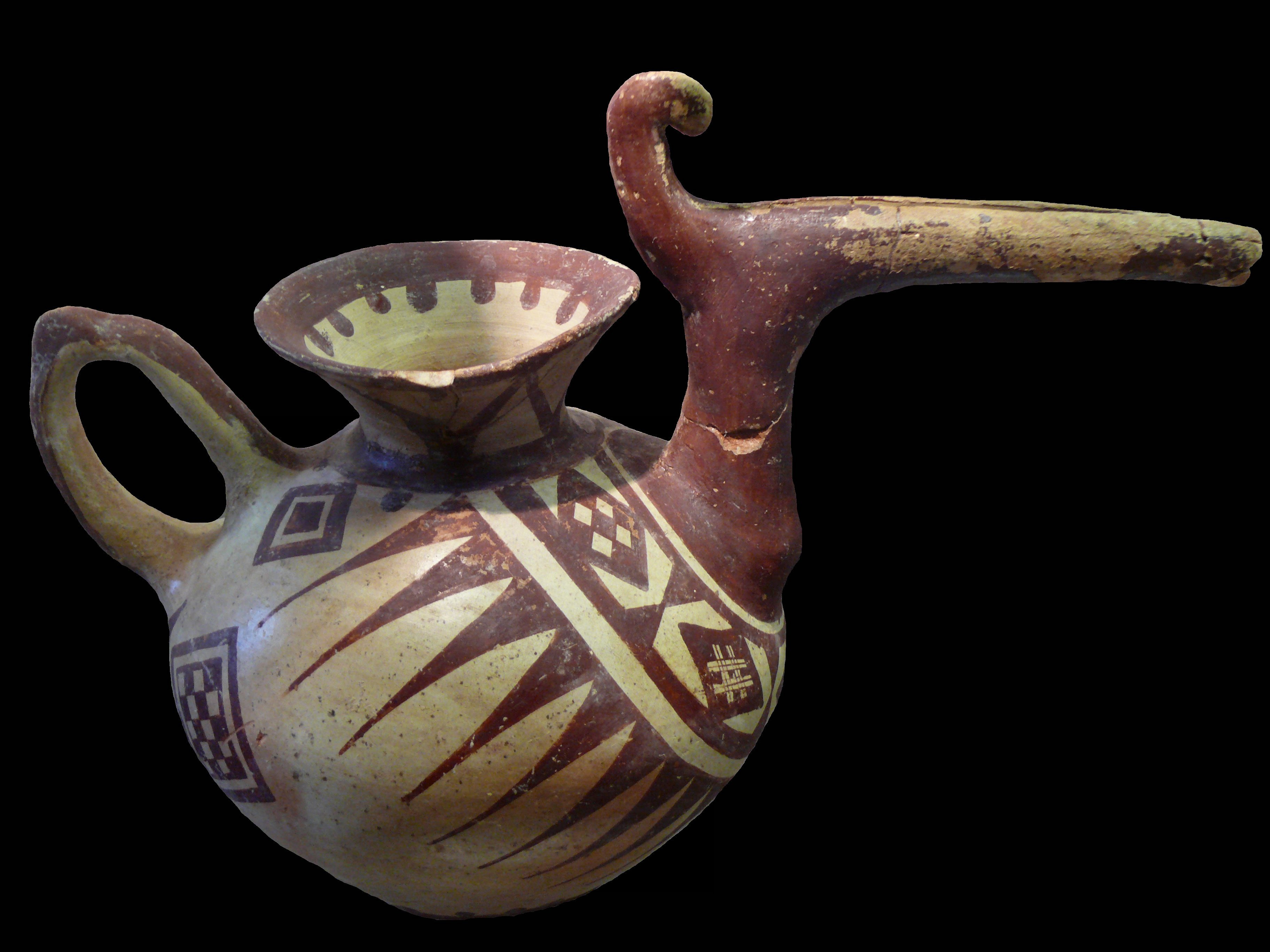
کوزه، بین هزاره ۴ تا ۲ پیش از میلاد (موزه لوور)
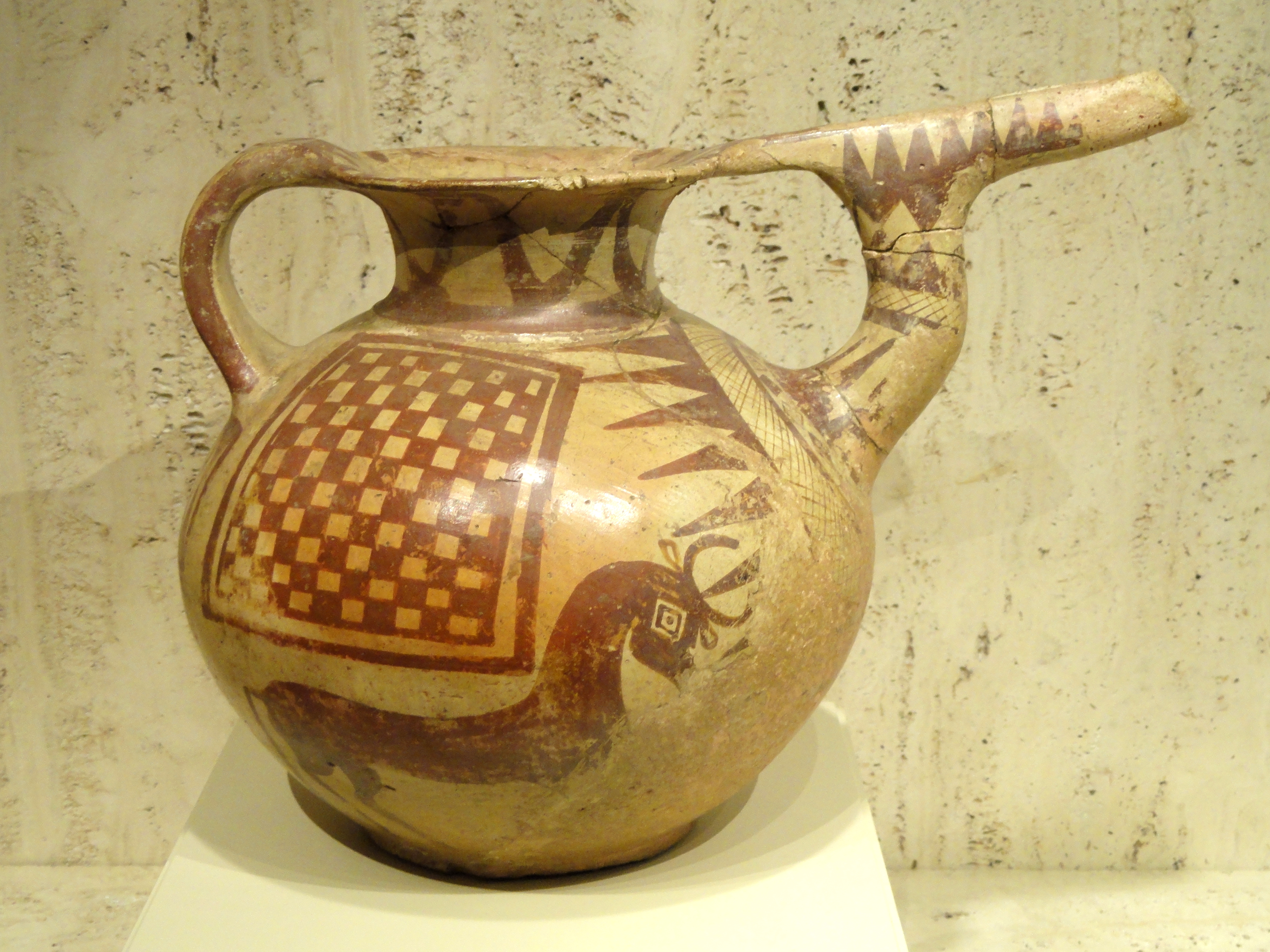
هزاره اول پیش از میلاد (موزه هنر نلسون اتکینز)
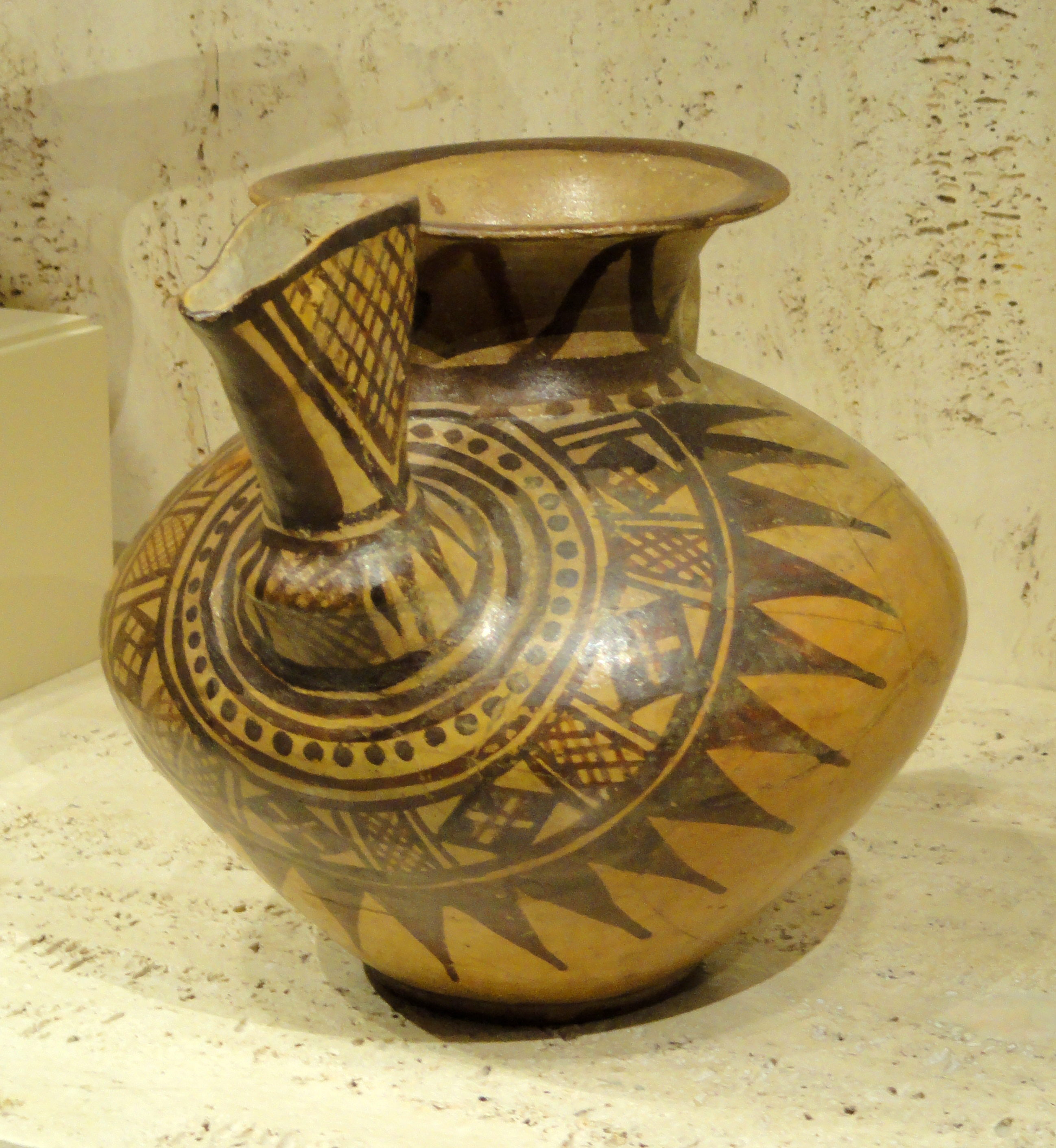
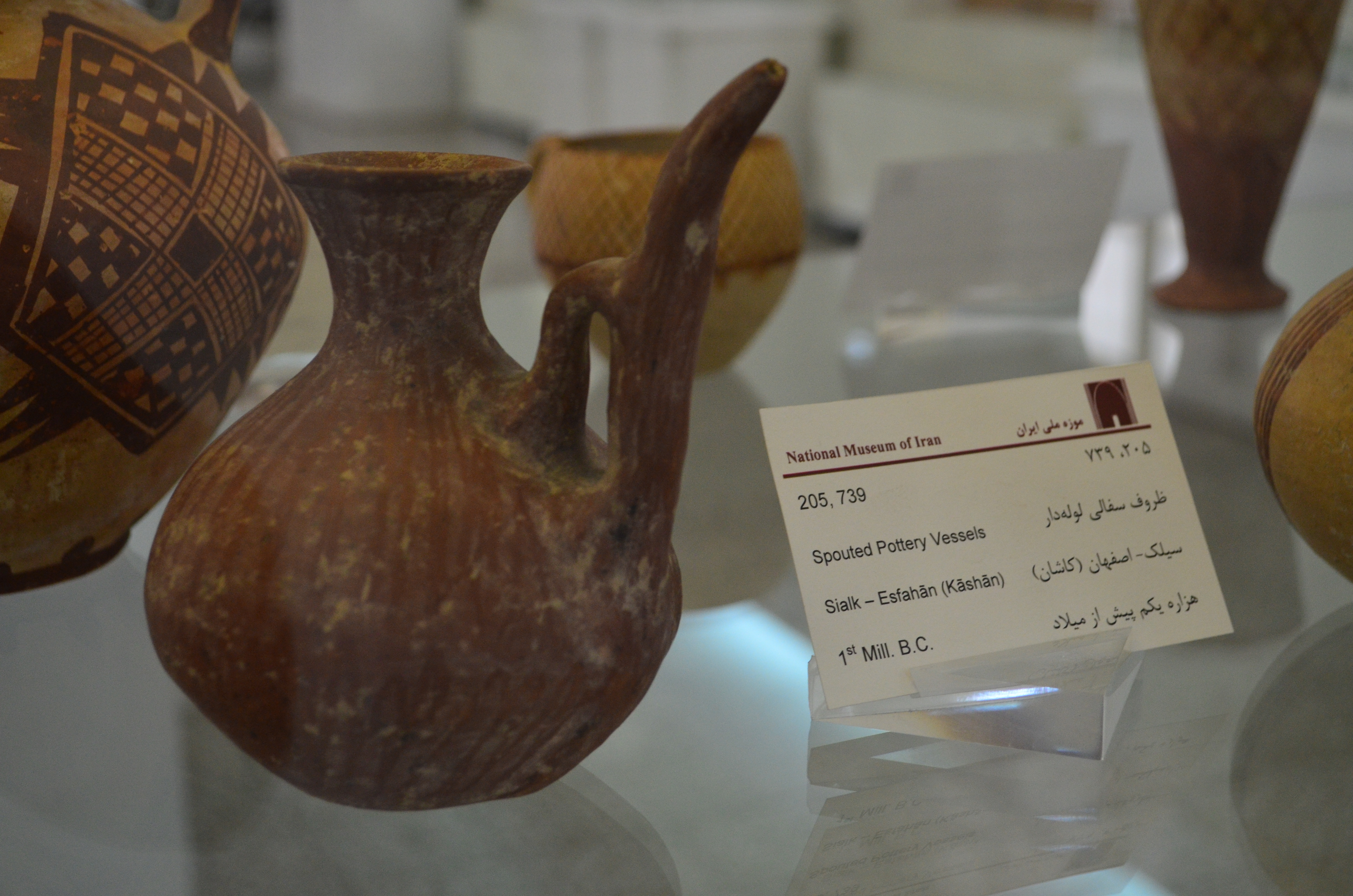
ظرف سفالی لوله‌دار، هزاره ۱ پیش از میلاد (موزه ملی ایران)
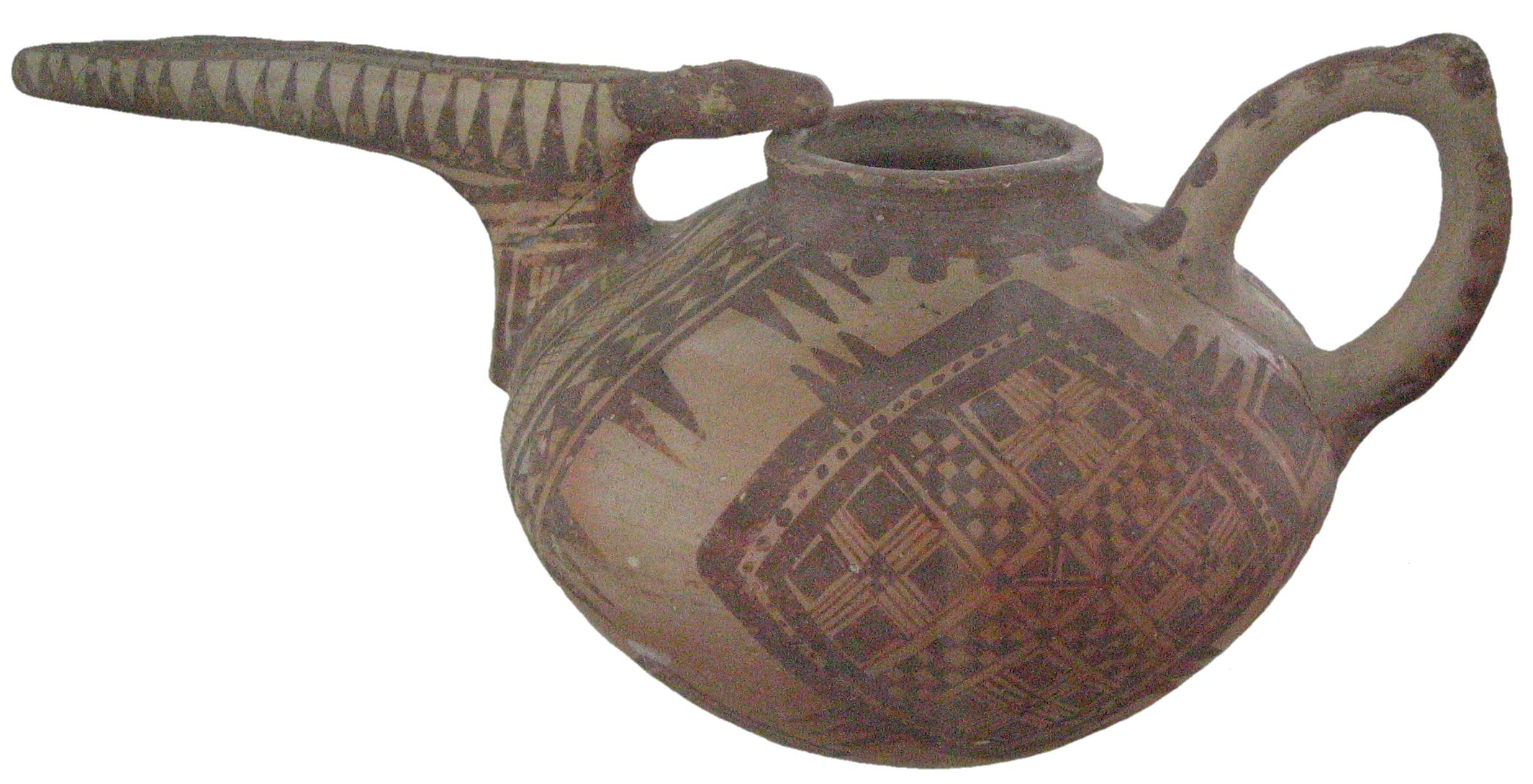
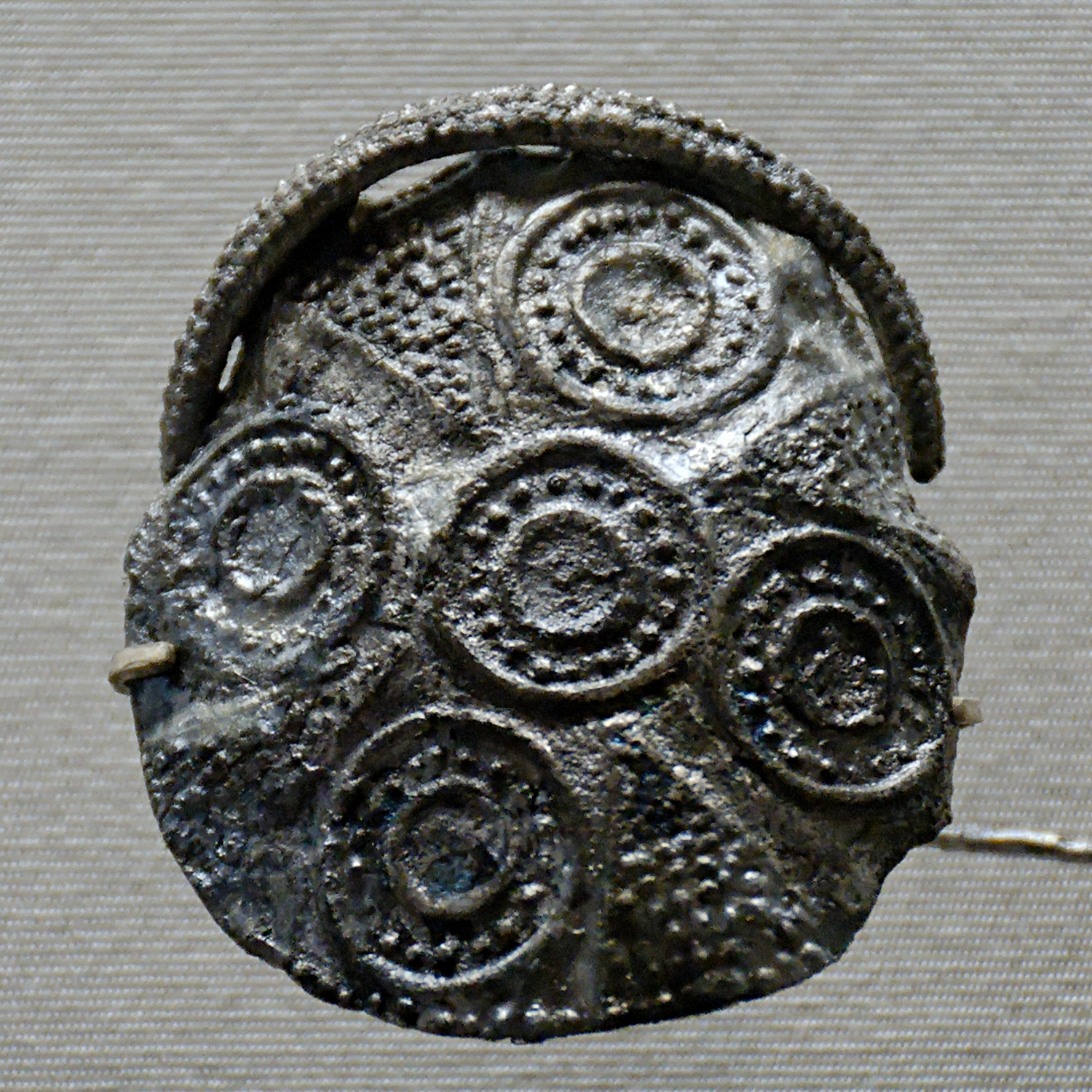
گل سر نقره (سده ۱۱ تا ۸ پیش از میلاد)
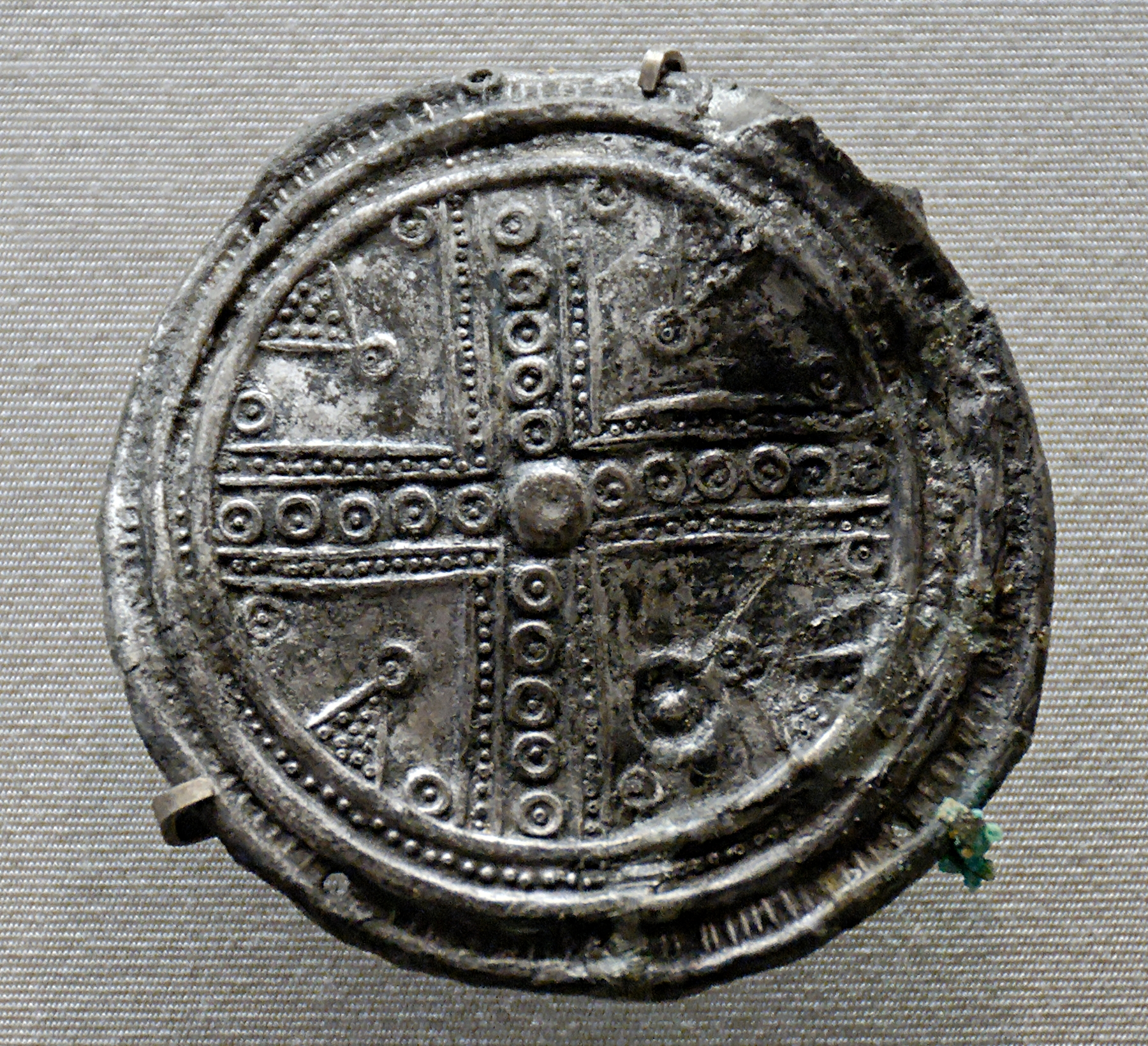
گل سر نقره (بین ۱۰۰۰ تا ۶۰۰ پیش از میلاد)
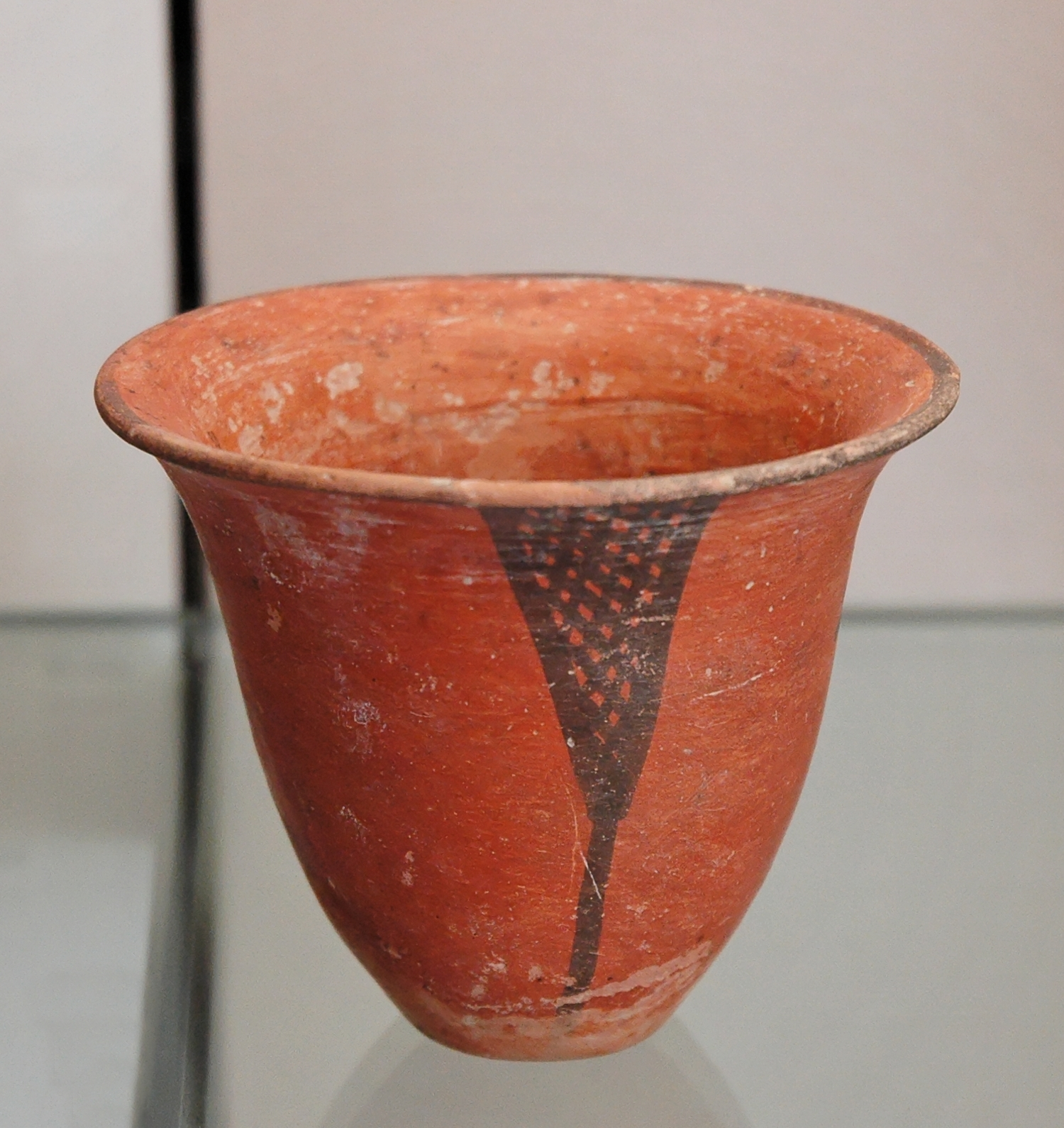
جام (هزاره ۴ پیش از میلاد)
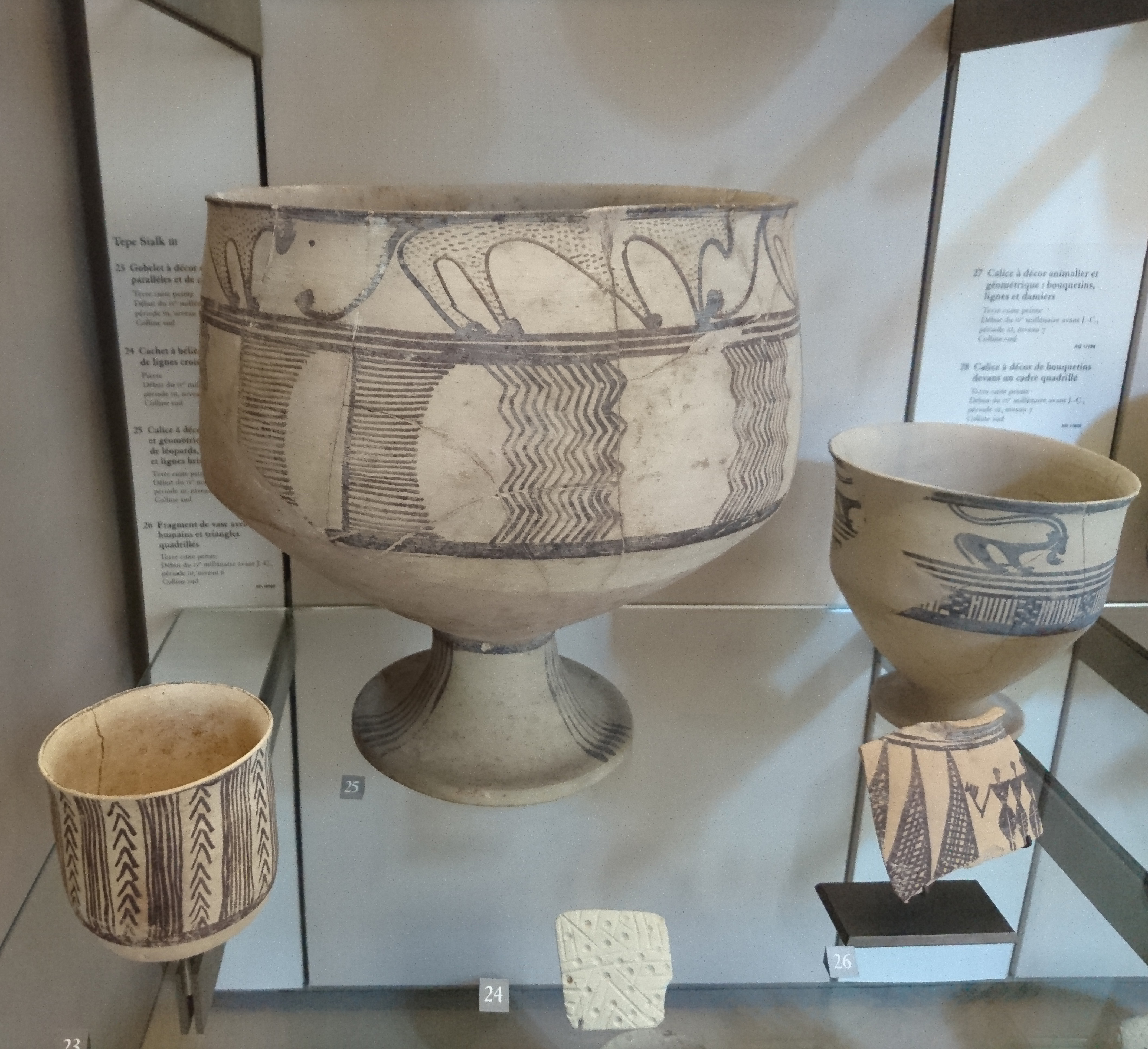
موزه لوور
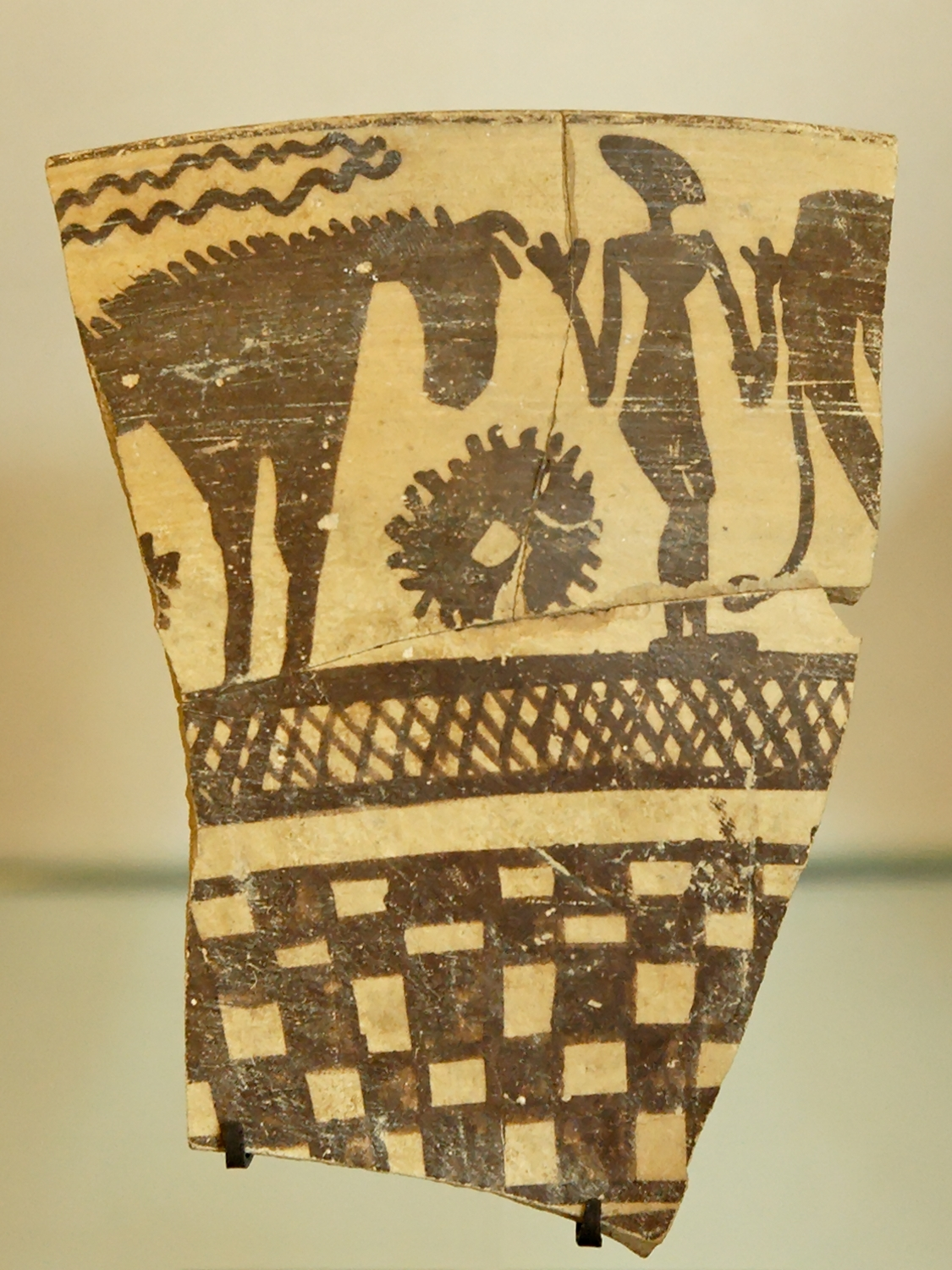
تکه‌ای از یک کوزه (هزار ۴ پیش از میلاد-موزه لوور)
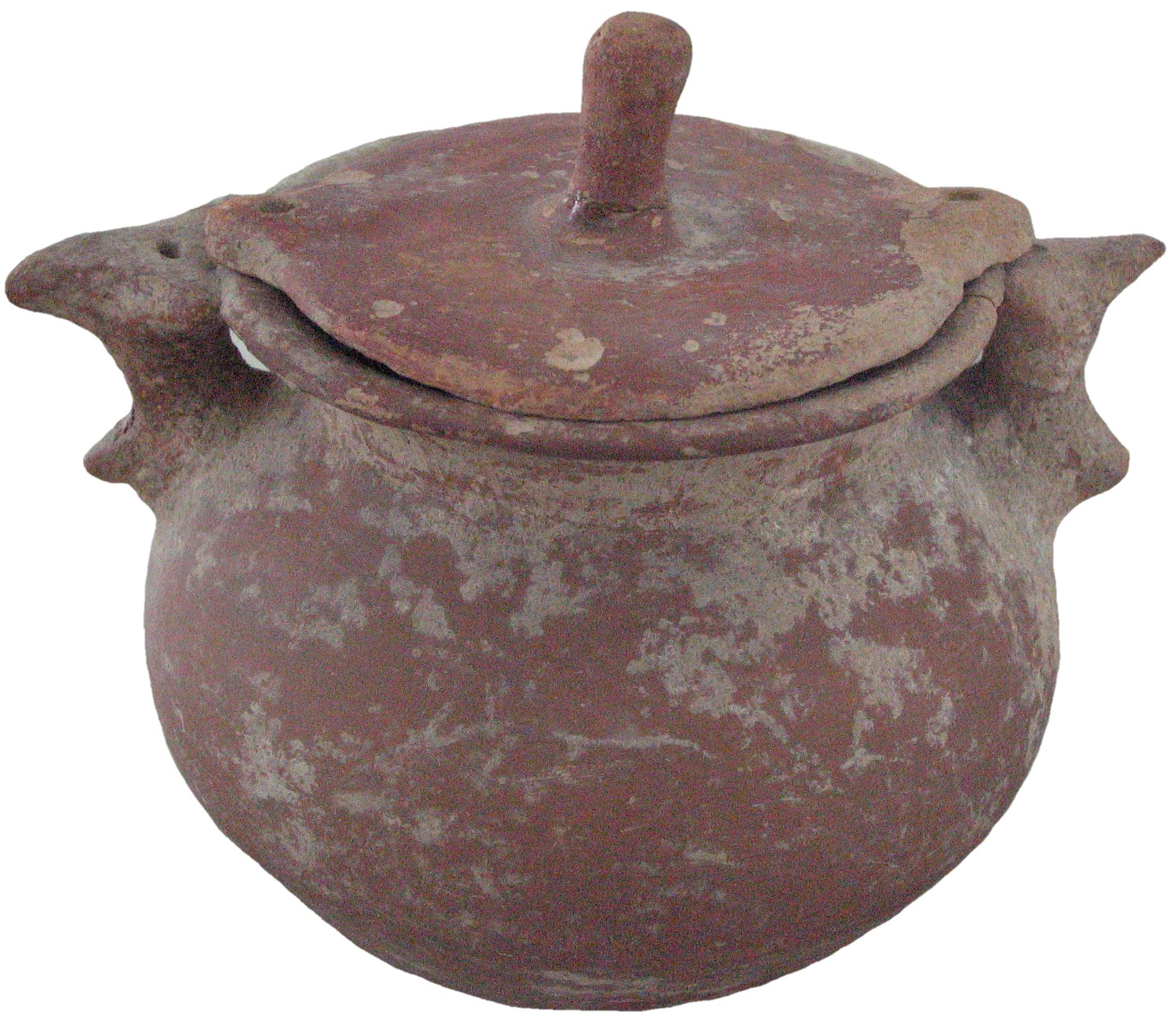
دیگچه، هزاره ۱ پیش از میلاد (موزه ملی ایران)
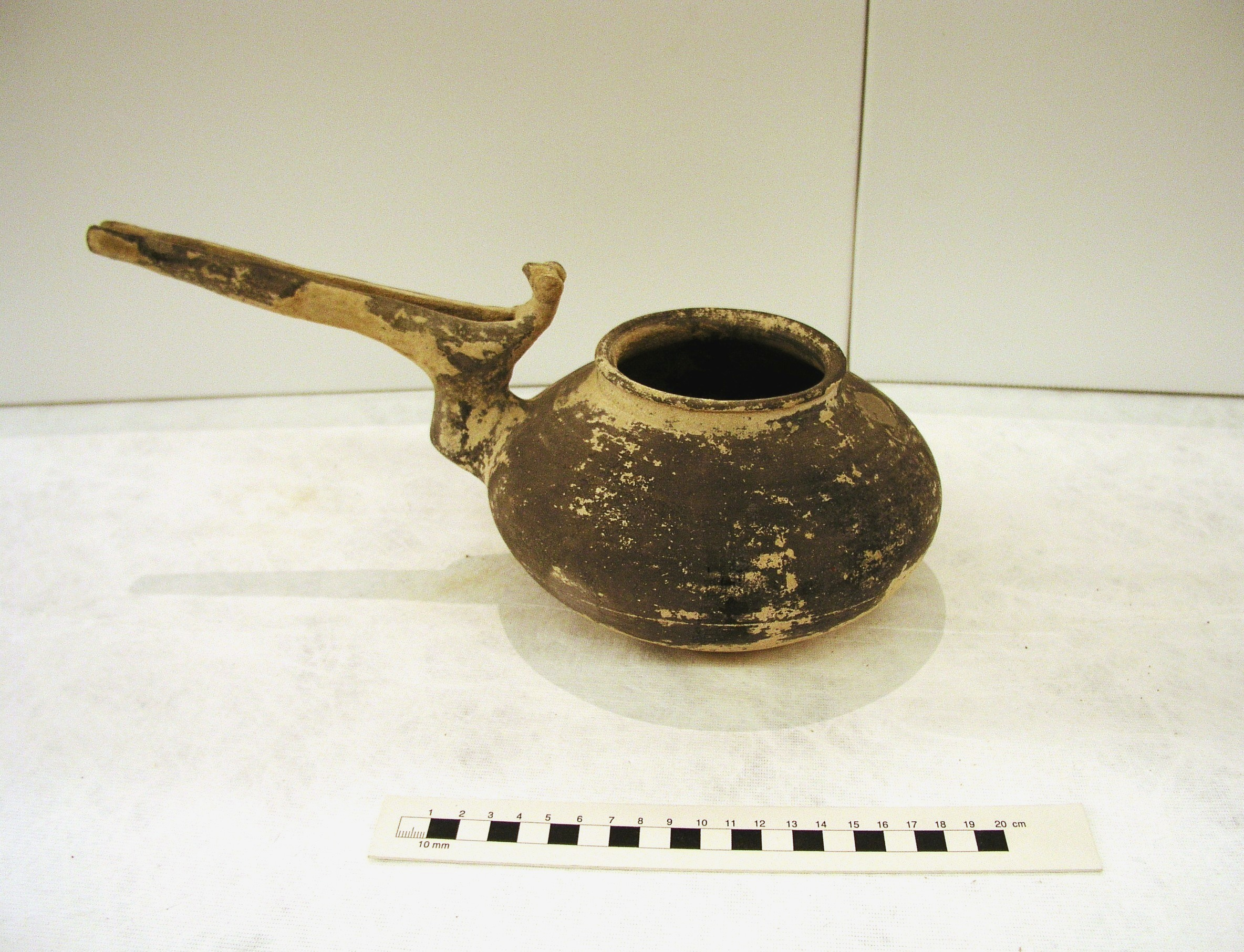
موزه یادواره جنگ اوکلند
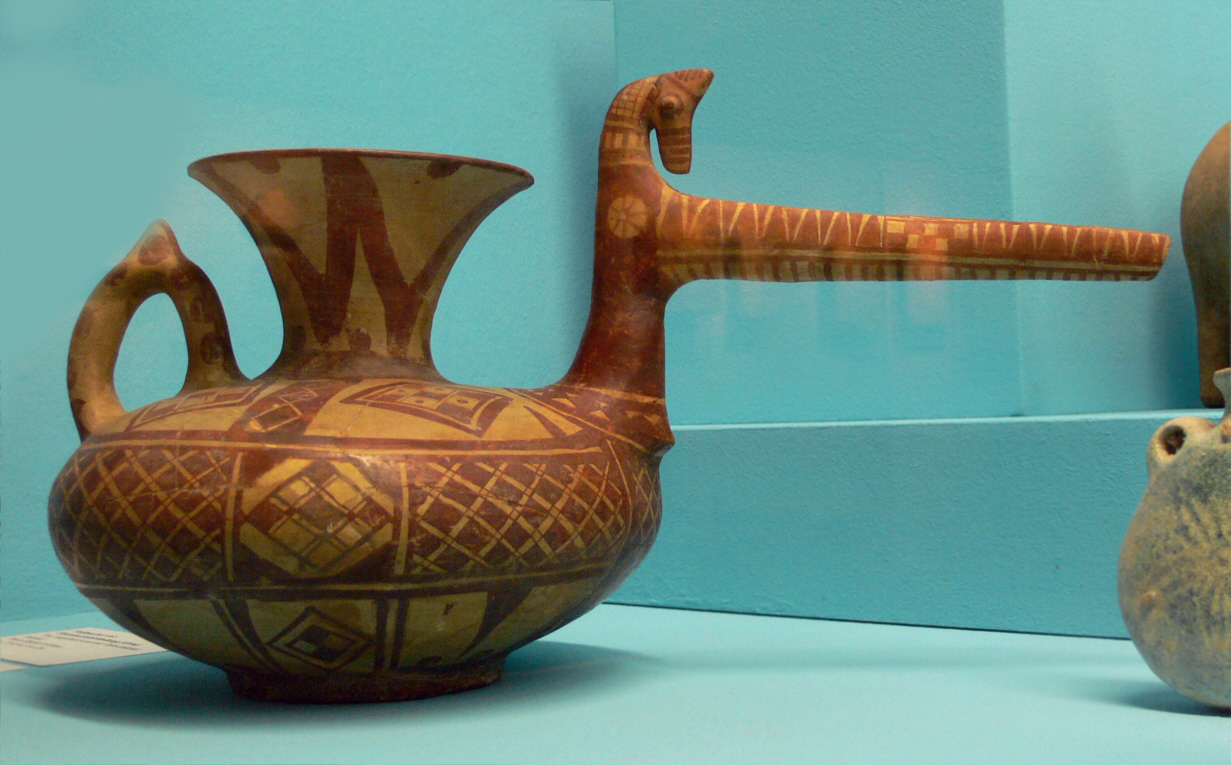
موزه لیندن اشتوتگارت
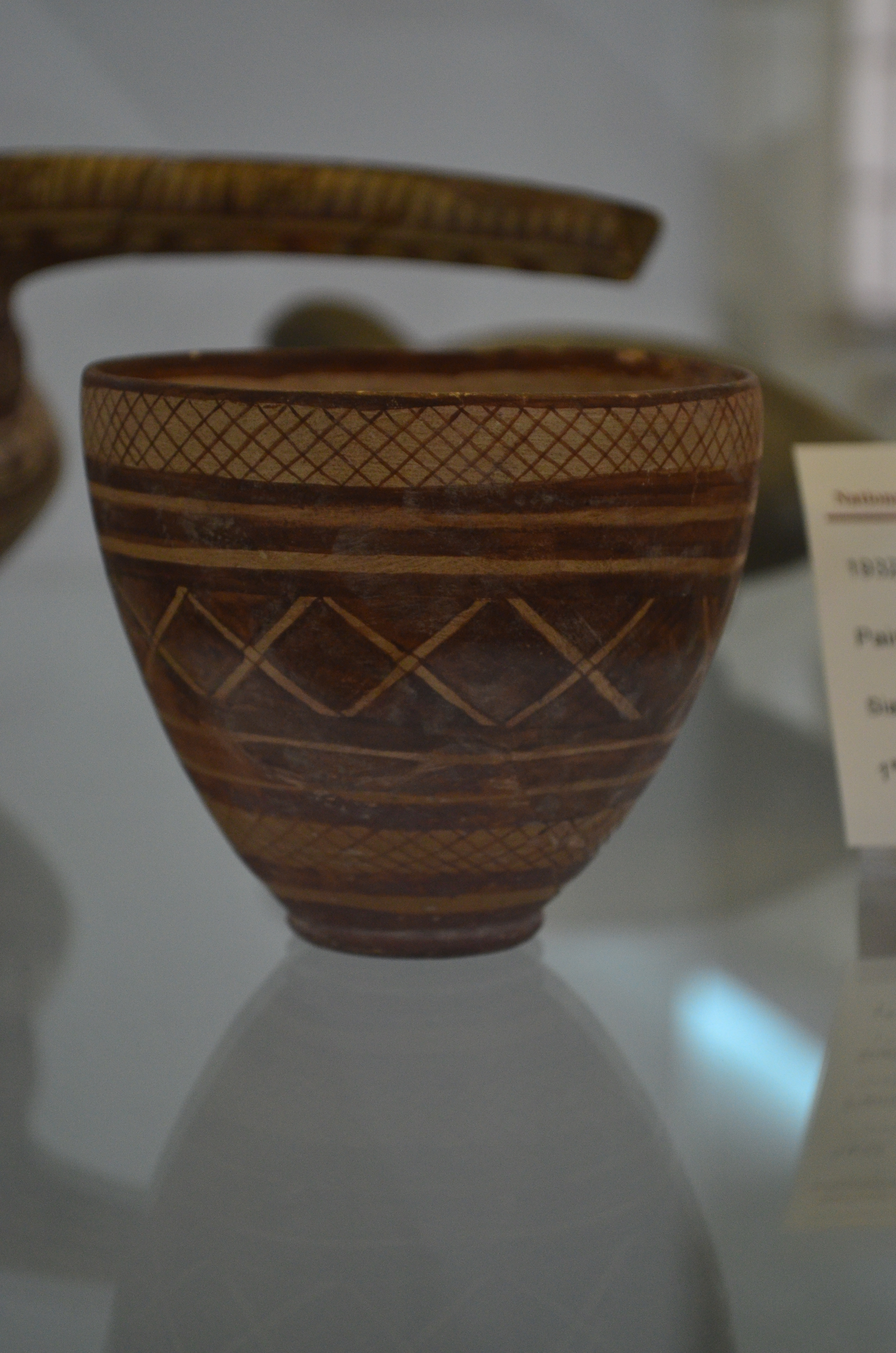
ظرف سفالی، هزاره ۱ پیش از میلاد (موزه ملی ایران)
ظرف سنگی، هزاره ۳ پیش از میلاد (موزه ملی ایران)
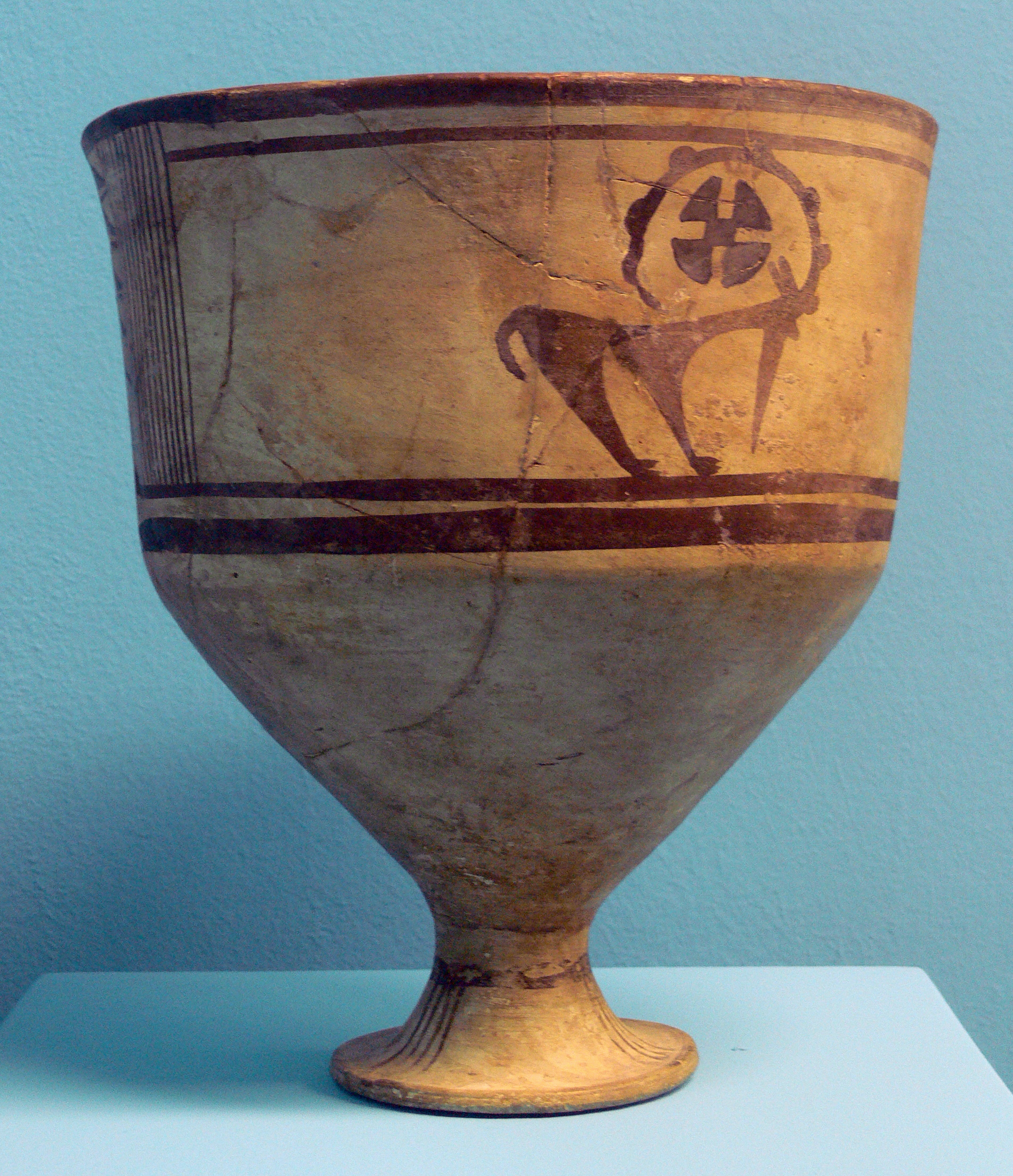
بین ۳۵۰۰ تا ۳۰۰۰ پیش از میلاد (موزه لیندن اشتوتگارت)
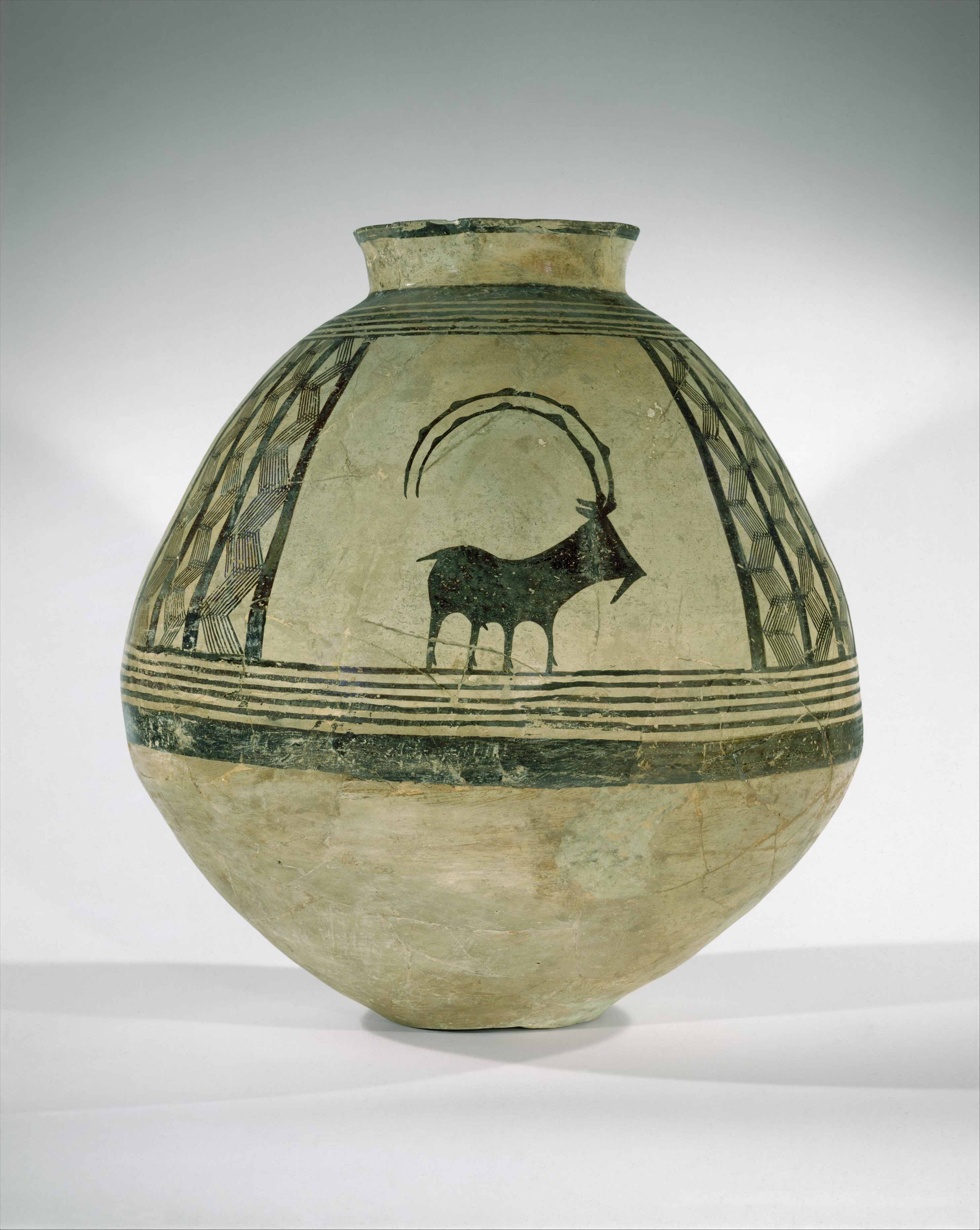
کوزه سفالی، بین ۳۸۰۰ تا ۳۷۰۰ پیش از میلاد (موزه متروپولیتن نیویورک)
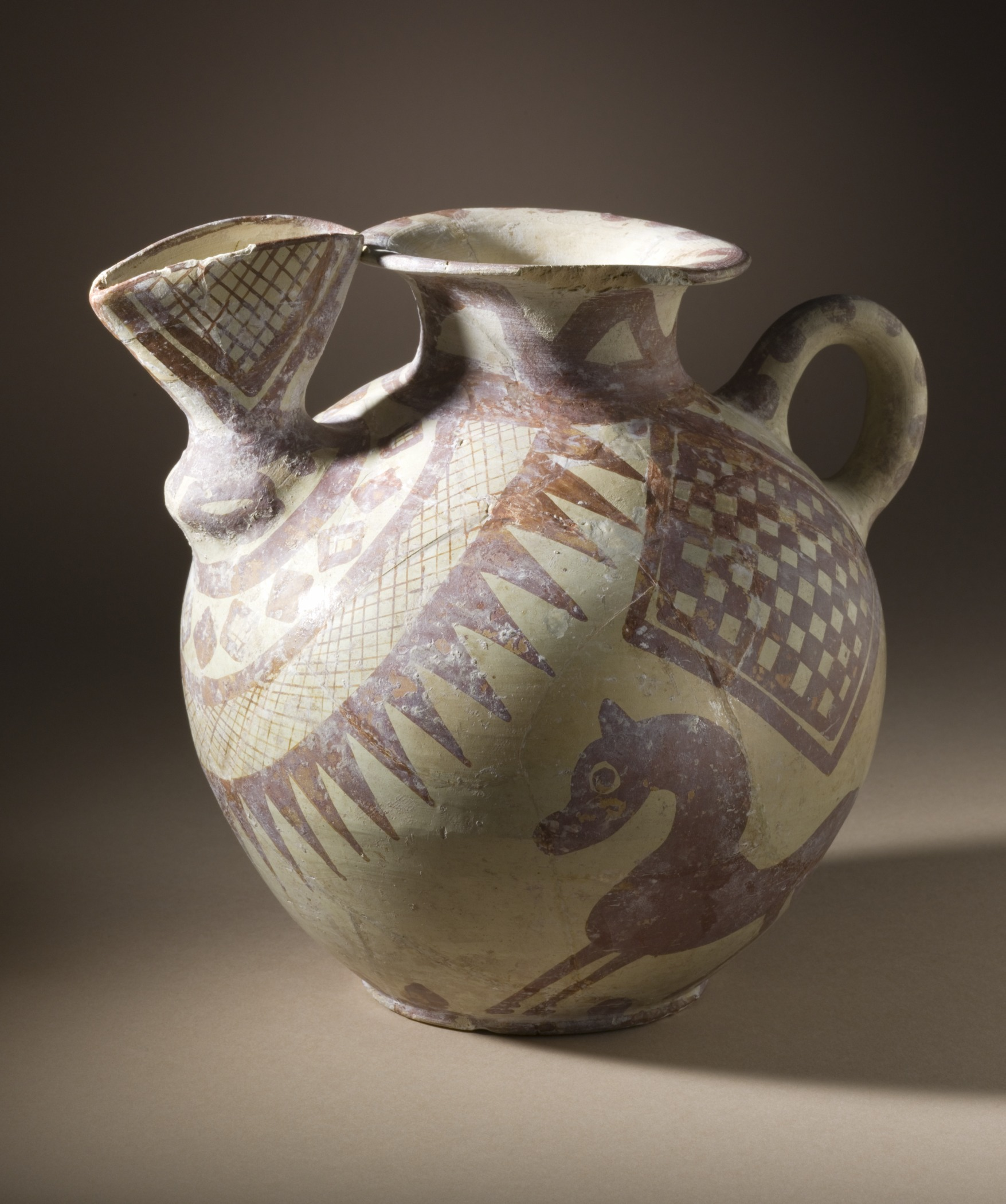
بین ۸۰۰ تا ۶۰۰ پیش از میلاد (موزه هنر شهرستان لس‌آنجلس)